# Lignol
Lignol [liɲɔl] est une commune française située dans le département du Morbihan, en région Bretagne.
Lignol est l'une des communes qui composent le Pays Pourlet, dont la capitale est Guémené-sur-Scorff.

## Géographie

### Situation
Lignol est une commune rurale appartenant par ses traditions au Pays Pourlet. Le bourg, qui sert de chef-lieu, est situé à vol d'oiseau à 6 km au sud-ouest de Guémené-sur-Scorff, à 16 km à l'est du Faouët, à 22 km à l'ouest de Pontivy, sa sous-préfecture de rattachement et à 33 km au nord de Lorient, la grande ville la plus proche.
| - Localisation de Lignol sur une carte des communes du Morbihan. - Carte de la commune de Lignol et de ses environs. |

| Saint-Caradec-Trégomel | Ploërdut  | Locmalo  |
| Kernascléden           | Lignol    |          |
|                        | Inguiniel | Persquen |

### Relief et hydrographie
Le territoire de la commune de Lignol est vallonné et s'étage entre 93 m et 187 m. La commune appartient au bassin versant du Scorff. Elle est arrosée par le Scorff et des cours d'eau de taille plus modeste dont le ruisseau de Kerustang qui traverse le Bourg. Le cours du Scorff sert au sud de frontière naturelle avec la commune d'Inguiniel.

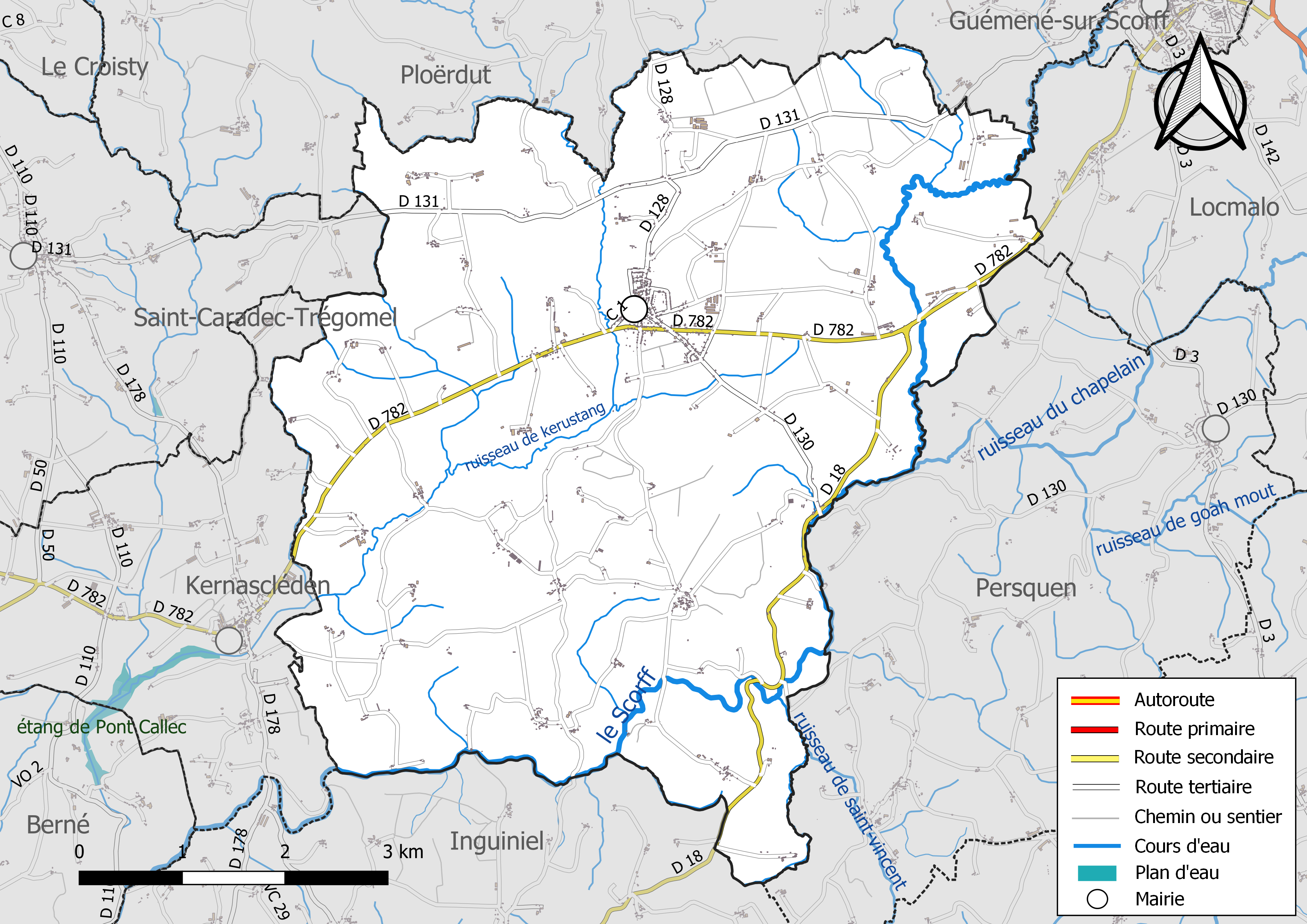
Carte du réseau hydrographique et des routes de la commune de Lignol.

| - Carte topographique de la commune de Lignol. |

### Hydrographie
Pour un article plus général, voir Réseau hydrographique du Morbihan.
La commune est située dans le bassin Loire-Bretagne. Elle est drainée par le Scorff, le ruisseau de Saint-Vincent, le ruisseau de Kerustang et divers autres petits cours d'eau,.
Le Scorff, d'une longueur de 79 km, prend sa source dans la commune de Ploërdut et se jette  dans le Blavet en limite de Lorient et de Lanester, après avoir traversé 18 communes. 

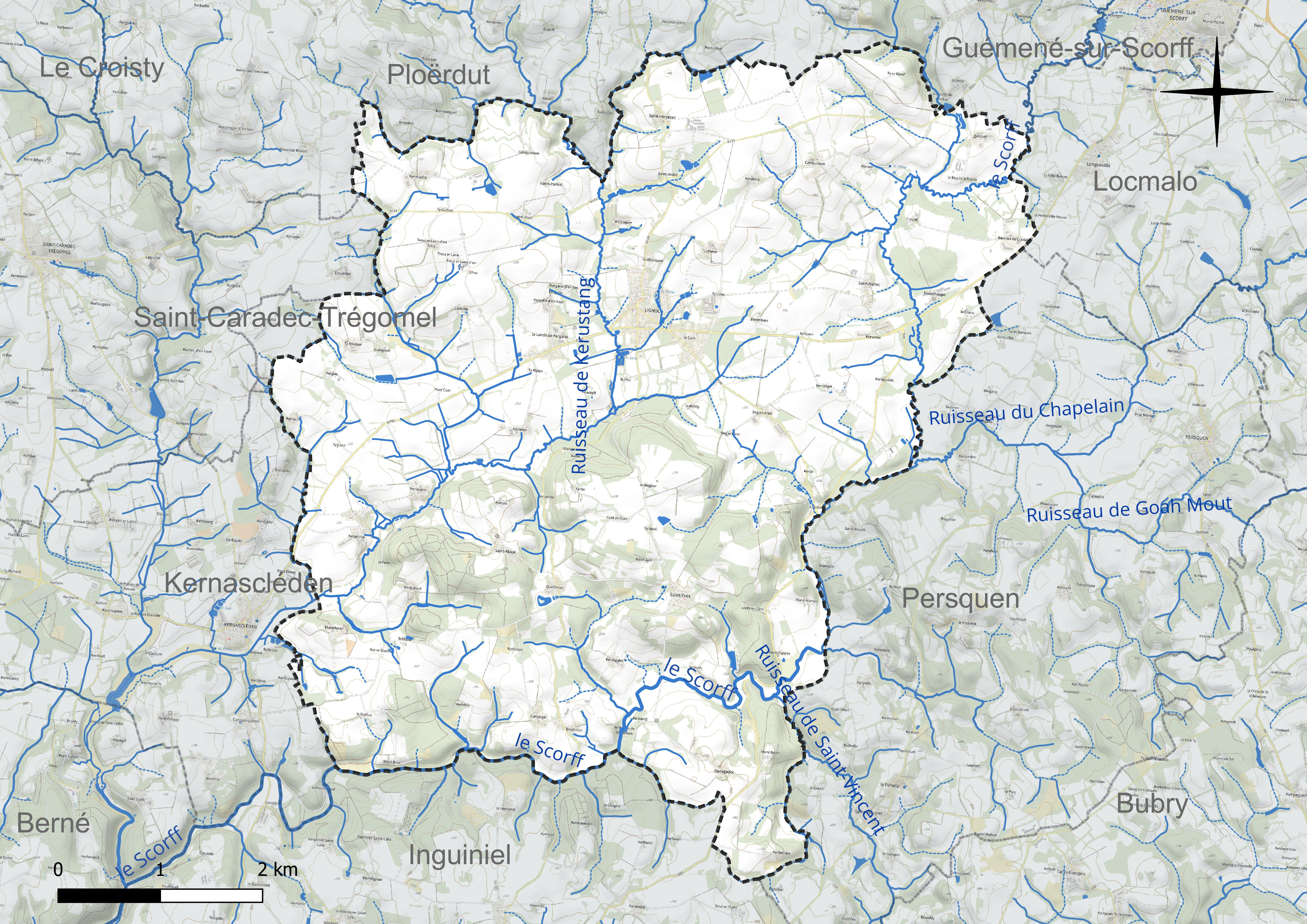
Réseau hydrographique de Lignol.

### Climat
Pour des articles plus généraux, voir Climat de la Bretagne et Climat du Morbihan.
En 2010, le climat de la commune est de type climat océanique franc, selon une étude du CNRS s'appuyant sur une série de données couvrant la période 1971-2000. En 2020, Météo-France publie une typologie des climats de la France métropolitaine dans laquelle la commune est exposée à un climat océanique et est dans la région climatique  Bretagne orientale et méridionale, Pays nantais, Vendée, caractérisée par une faible pluviométrie en été et une bonne insolation. Parallèlement l'observatoire de l'environnement en Bretagne publie en 2020 un zonage climatique de la région Bretagne, s'appuyant sur des données de Météo-France de 2009. La commune est, selon ce zonage, dans la zone « Intérieur », exposée à un climat médian, à dominante océanique.
Pour la période 1971-2000, la température annuelle moyenne est de 11,1 °C, avec une amplitude thermique annuelle de 11,9 °C. Le cumul annuel moyen de précipitations est de 1 061 mm, avec 14,9 jours de précipitations en janvier et 7,6 jours en juillet. Pour la période 1991-2020, la température moyenne annuelle observée sur la station météorologique la plus proche, située sur la commune de Plouay à 14 km à vol d'oiseau, est de 11,8 °C et le cumul annuel moyen de précipitations est de 1 149,0 mm,. Pour l'avenir, les paramètres climatiques de la commune estimés pour 2050 selon différents scénarios d’émission de gaz à effet de serre sont consultables sur un site dédié publié par Météo-France en novembre 2022.

## Urbanisme

### Typologie
Au 1er janvier 2024, Lignol est catégorisée commune rurale à habitat dispersé, selon la nouvelle grille communale de densité à sept niveaux définie par l'Insee en 2022.
Elle est située hors unité urbaine et hors attraction des villes,.

### Occupation des sols

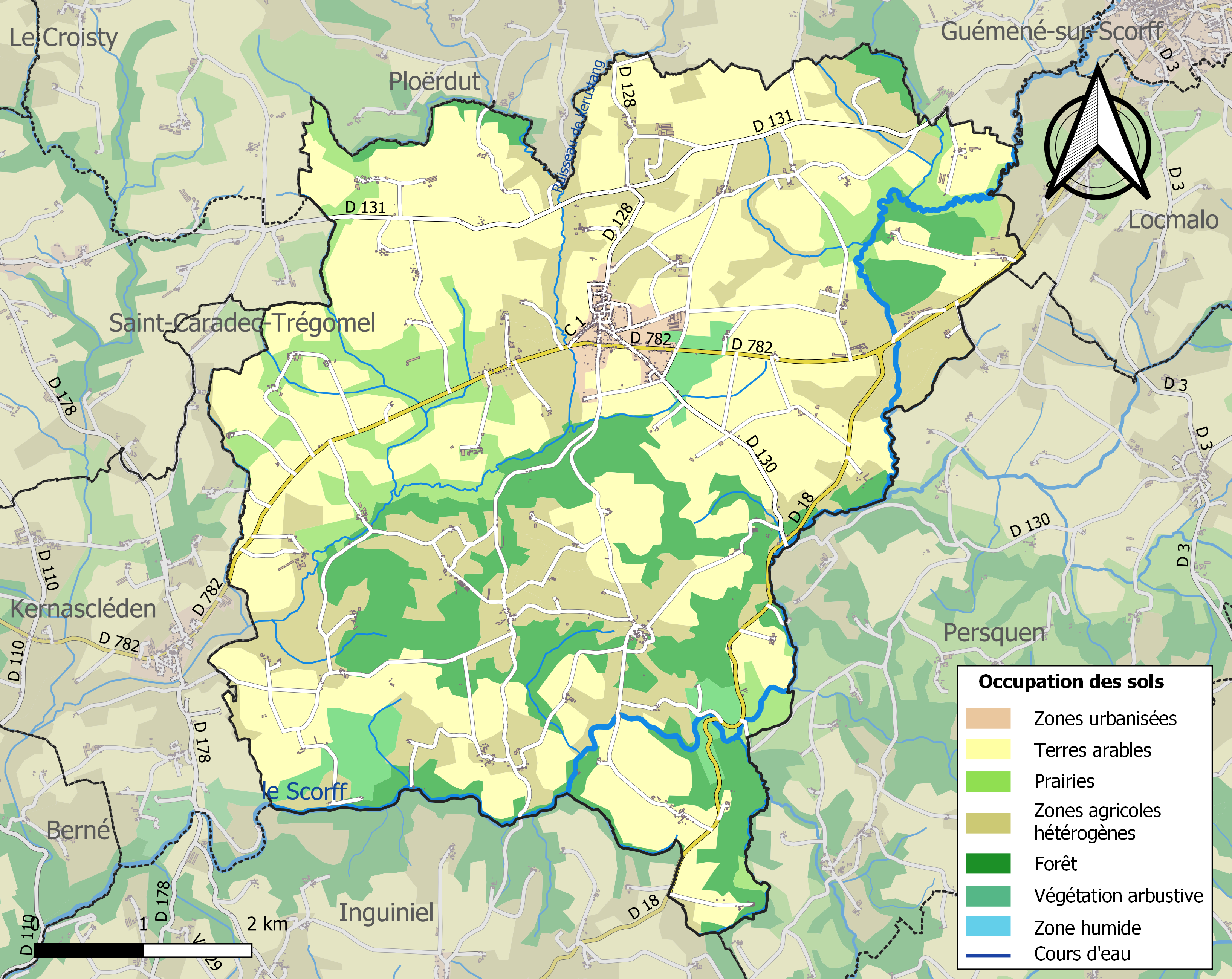
Carte des infrastructures et de l'occupation des sols de la commune en 2018 (CLC).

Le tableau ci-dessous présente l' occupation des sols de la commune en 2018, telle qu'elle ressort de la base de données européenne d’occupation biophysique des sols Corine Land Cover (CLC).
| Type d’occupation                                                                   | Pourcentage | Superficie (en hectares) |
| ----------------------------------------------------------------------------------- | ----------- | ------------------------ |
| Tissu urbain discontinu                                                             | 1,6 %       | 63                       |
| Terres arables hors périmètres d'irrigation                                         | 47,0 %      | 1815                     |
| Prairies et autres surfaces toujours en herbe                                       | 9,1 %       | 330                      |
| Systèmes culturaux et parcellaires complexes                                        | 18,0 %      | 693                      |
| Surfaces essentiellement agricoles interrompues par des espaces naturels importants | 5,7 %       | 218                      |
| Forêts de feuillus                                                                  | 2,8 %       | 108                      |
| Forêts mélangées                                                                    | 13,5 %      | 522                      |
| Forêt et végétation arbustive en mutation                                           | 2,8 %       | 109                      |
| Source : Corine Land Cover                                                          |             |                          |

### Morphologie urbaine
L'habitat est dispersé. Outre le bourg, qui constitue l'agglomération principale, on compte environ 109 villages ou écarts constitués le plus souvent de deux ou trois maisons.

## Toponymie
Attesté sous la forme Lignol en 1304 ; Lingnol en 1327 ;[réf. nécessaire] Liniol en 1427 ; Lignol en 1444 et en 1481 ; Lingnol en 1513.

## Histoire

### Préhistoire
François-Marie Cayot-Délandre indique l'existence de deux  tumuli, l'un, de 45 mètres de circonférence et haut de 1,20 mètre, à 500 mètres environ à l'est de la chapelle Saint-Hervé (dans une lande nommée Lann-er-Bugn) et l'autre à proximité du premier cité, de 120 mètres de tour et haut d'environ 3 mètres.

### Moyen-Âge
Lignol est issu d'un démembrement de l'ancienne paroisse de l'Armorique primitive de Ploërdut.
En 1250 Hervé de Léon donna à Éon de Guémené-Guengant la terre et seigneurie de Lignol en reconnaissance de services qu'il avait reçu. Hervé de Léon possédait encore dans la même paroisse les manoirs de Kermadiou, de Rest-en-Bigat et de Trifaven, avec les étangs et moulins qui en dépendaient. Le 24 mai 1370 Jean, sire de Longueval, et Jeanne de Baumer, son épouse, vendirent au vicomte Jean de Rohan le manoir de Penquaër ; en 1506 ce manoir appartenait au Prince de Guémené ; Guergon, à Marguerite de Larnac ; la Villeneuve, à Georges Godem. Les manoirs de Coscro, de Cravial et de Kerouallan n'existaient pas encore à cette date.
Plusieurs seigneuries existaient dans la paroisse : celles du Cranno, du Croscro [Croscrau], de Quenquiseven, de Kerouallan, de Kergariou, de Menezmorvan, de Penderff, de Kergrom, du Cosquer, du Pou, de Kerbleterien : c'était des arrières-fiefs de la seigneurie de Guémené ; elles ont été décrites par Louis Galles.

### Temps modernes
En 1663 le seigneur du Crosco avait plusieurs tombes prohibitives et disposait de tous les droits de prééminence dans l'église paroissiale de Lignol.

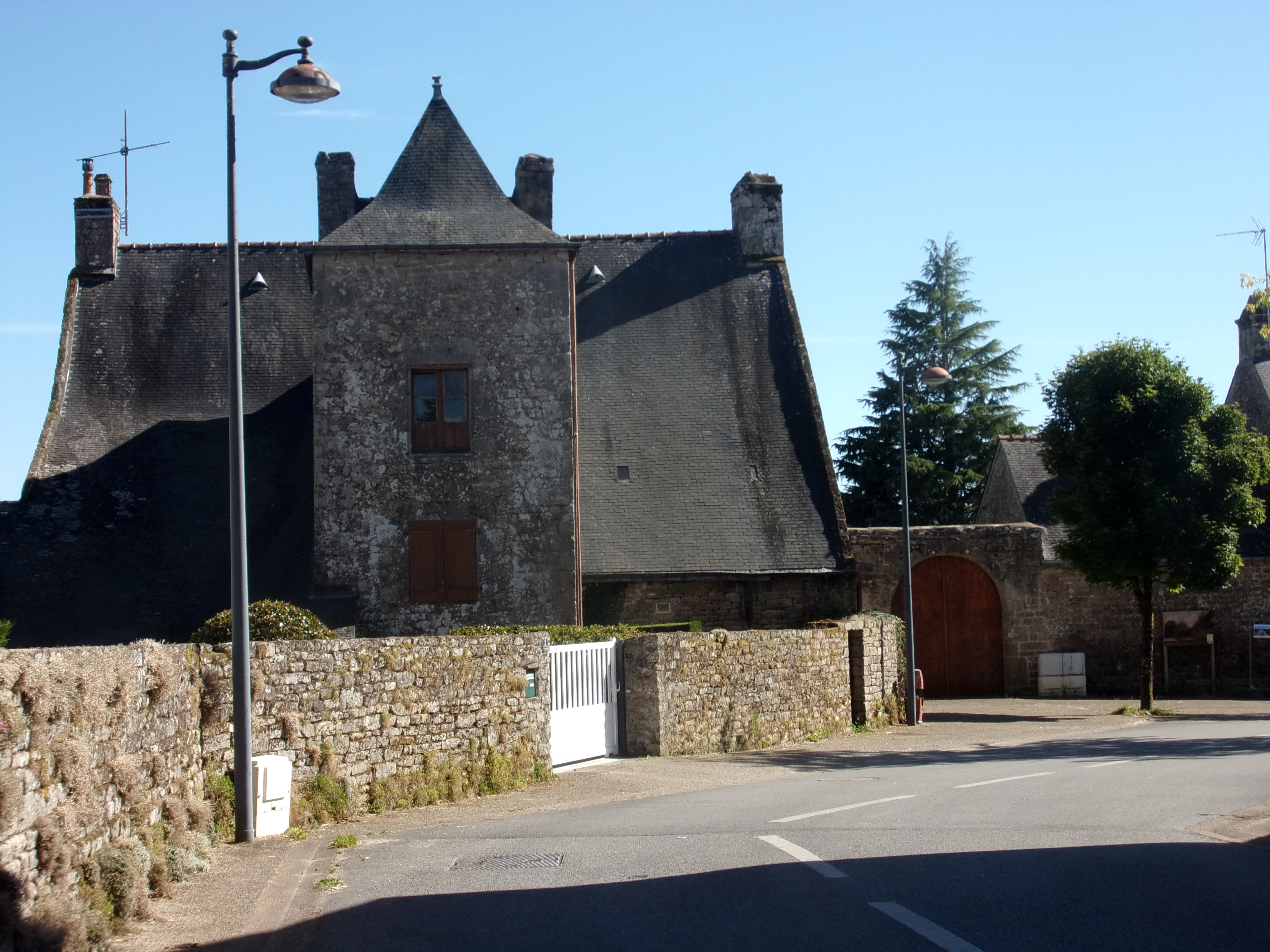
L'ancien presbytère où fut arrêté le marquis de Pontcallec.

Le 28 décembre 1719, Clément Chrysogone de Guer, marquis de Pontcallec, considéré comme le chef de la conspiration portant son nom : la conspiration de Pontcallec, est arrêté au presbytère de Lignol par le colonel De Mianne, et Guy de Chemendy, sénéchal du Faouët, après une longue traque qui aura duré trois mois. Il aura la tête tranchée place du Bouffay à Nantes le 26 mars 1720 avec trois autres gentilshommes bretons. Son valet, surnommé La Batterie, avait fini par révéler le lieu où se trouvait son maître, après avoir été brutalisé et contre promesse d'une récompense en argent.

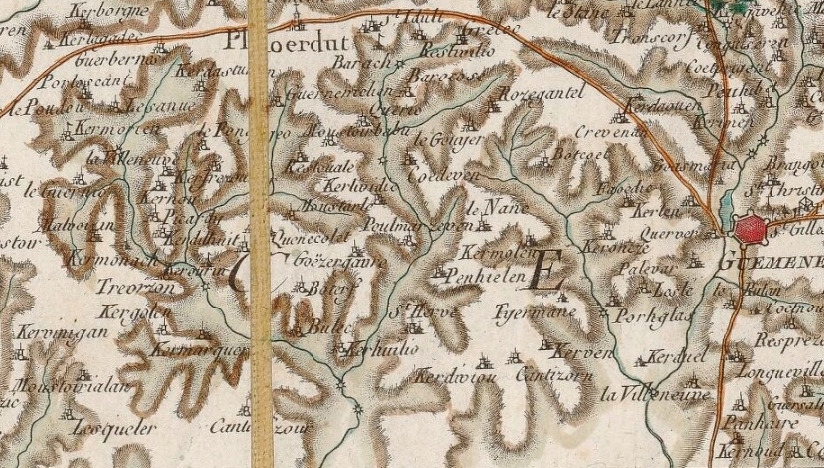
Carte de Cassini de la partie nord de la paroisse de Lignol et de ses environs (1787).

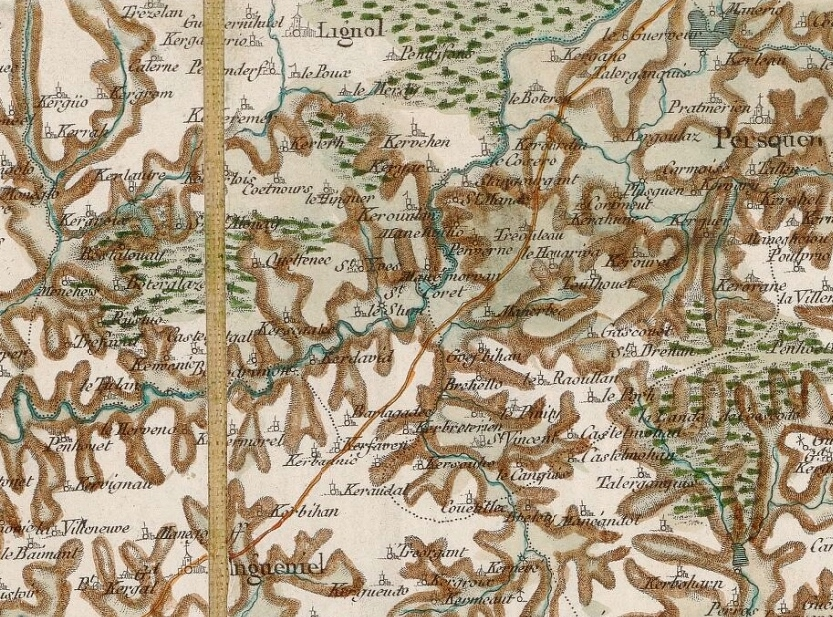
Carte de Cassini de la partie sud de la paroisse de Lignol et de ses environs (1789).

Un moulin à papier est en activité sur le Scorff à Kerduel au XVIIIe siècle, et dépendant de la seigneurie du même nom. « Peu considérable, peu de débit, reste souvent sans travail faute d'eau », note une enquête de 1729. Il est en 1771 la propriété de Marie Jeanne Sablé qui en a cédé l'exploitation à Mathieu Sablé, Joseph Le Rozelier et Maurice Le Gorju. La production annuelle est de 2100 rames, en gênes et bulles, c'est-à-dire en qualité d'écriture et d'emballage. En 1777, M. Huet apparait comme seul exploitant. Ce moulin a 1 roue, 1 cuve et 5 piles comme la majorité des autres. Les papiers sont vendus aux ports de Morlaix ou d'Hennebont à destination de la Hollande et du Portugal.
Jean-Baptiste Ogée décrit ainsi Lignol en 1778 : « Lignol ; à 12 lieues un quart au Nord-Ouest de Vannes, son évėché ; à 24 lieues et demie de Rennes et à 1 lieue un quart se Guémené, sa subdélégation. Cette paroisse, dont la cure est  l'alternative, ressortit au Siège royal d'Hennebon (Hennebont) et compte 2 000 communiants. M. le Prince de Guémené en est le seigneur. Son territoire est plein de montagnes [sic] et renfermé entre deux bras de la rivière d'Escorff (Scorff). C'est un pays couvert  [de bocage], qui renferme des terres en labeur [labour], des prairies, des landes, la forêt de Cravial et le bois d'Eltoré. On y cueille beaucoup de cidre. À peu de distance du bourg est la chapelle Saint-Yves, qui appartint jadis aux Templiers : elle est faite en forme d'un Z ; sa structure est très belle et fait l'admiration des connaisseurs. »

### Révolution française

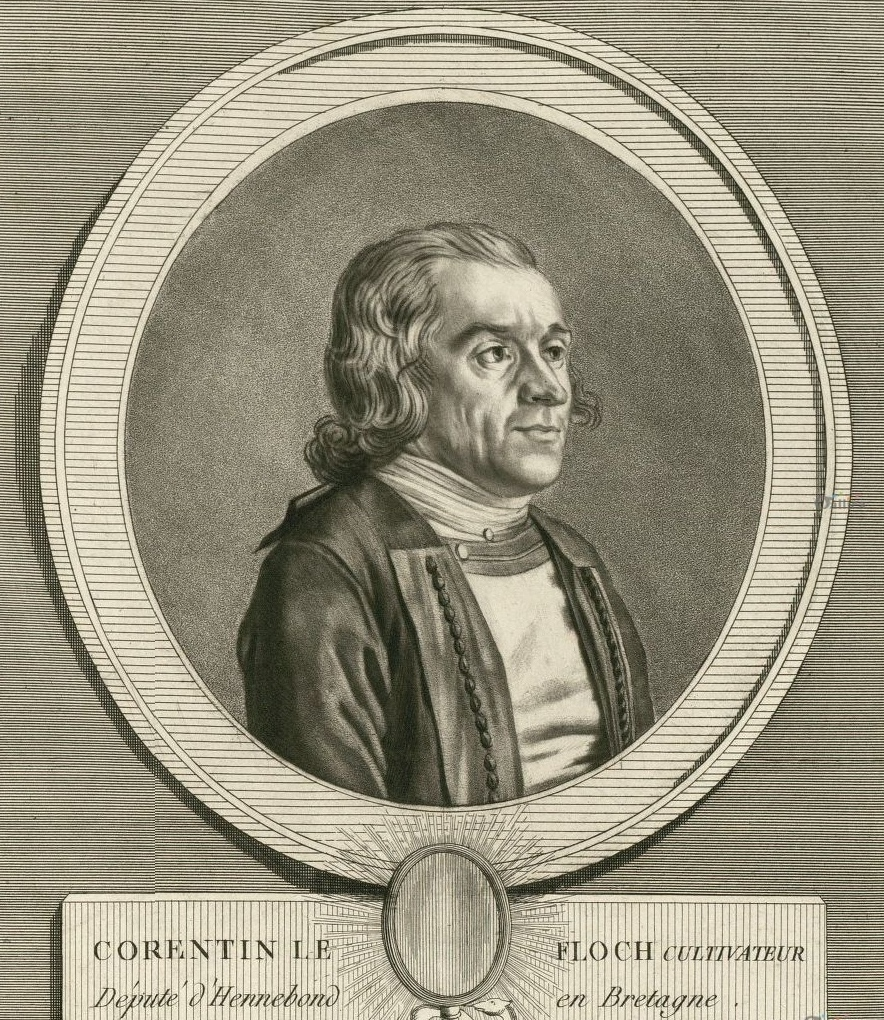
Corentin Le Floch.

Corentin Le Floch, riche propriétaire exploitant de la paroisse de Lignol, fut élu député du tiers-état aux États généraux de 1789. Durant toute l'Assemblée constituante, vêtu du costume traditionnel du pays gwenedour, il siège dans les rangs de la majorité réformiste ; il ne semble pas avoir pris la parole une seule fois. En 1791 il est élu maire de Lignol.
Dans la nuit du 8 au 9 novembre 1794, sont exécutés par les Chouans le maire, Corentin Le Floc'h, ex-député de la Constituante pour la sénéchaussée d'Hennebont, et les deux prêtres constitutionnels de la paroisse. Corentin Le Floc'h est abattu dans son manoir de Canquizern sous les yeux horrifiés de ses trois enfants ; les deux prêtres devant le personnel du presbytère de Lignol. Les Chouans reprochaient à Corentin Le Floc'h d'appliquer sans hésitation dans sa mairie les mesures anticléricales décrétées par la Convention et de ne pas avoir hésité à se porter acquéreur de biens nationaux.

### LeXIXesiècle
A. Marteville et P. Varin, continuateurs d'Ogėe, décrivent ainsi Lignol en 1843 : « Lignol : commune formée de l'ancienne paroisse de ce nom ; aujourd'hui succursale. Géologie : schiste micacé ; granite au sud-sud-ouest et au sud-est. On parle le breton. »
En 1867 une épidémie de rougeole provoqua 36 décès à Lignol. Une épidémie de variole fit 200 malades dont 111 morts (parmi eux 100 enfants) à Lignol entre 1865 et 1870, surtout en 1870.
En 1879 la construction du pont de Bodrimon permettant la traversée du Scorff via le chemin vicinal reliant le hameau de Saint-Yves (en Lignol) à Inguiniel entraîne un différend financier entre les deux communes.
En juin 1888 plusieurs parties de soule furent encore organisées, probablement pour la dernière fois (la pratique de ce jeu étant désormais interdite) au Kosker en Saint-Caradec-Trégomel entre des "combattants" de cette commune et des communes voisines d'Inguiniel, Berné et Lignol ; le nombre des participants approcha les 500 hommes (dont Mathurin Hybois, ouvrier au château de Pontcallec, et plus célèbre joueur de soule de la région).

### LeXXesiècle

#### La Belle Époque

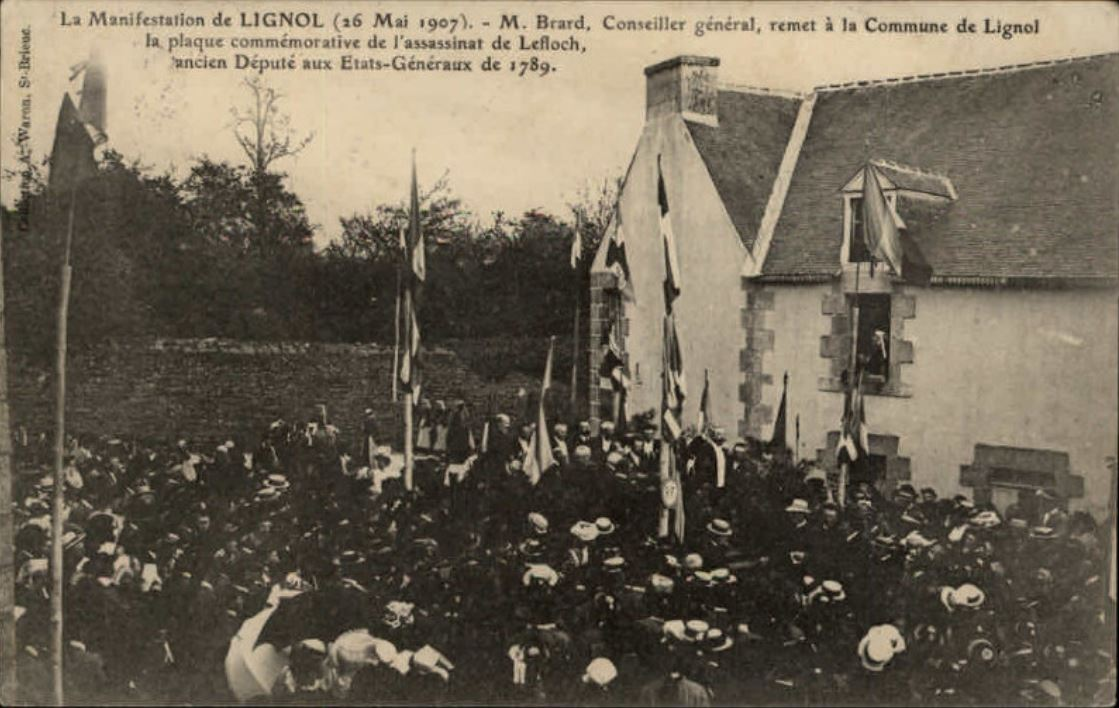
Manifestation en 1907 à Lignol pour la remise d'une plaque commémorative de l'assassinat du député Corentin Le Floc'h.

Le 16 mai 1907, une foule nombreuse se réunit au bourg de Lignol pour assister à la remise par Monsieur Brard, conseiller général, de la plaque commémorative de l'assassinat de Corentin Le Floch, député aux États généraux de 1789, à la commune de Lignol.

#### La Première Guerre mondiale
Le monument aux morts de Lignol porte les noms de 100 soldats morts pour la France pendant la Première Guerre mondiale ; parmi eux 6 sont morts en Belgique (dont 5 dès 1914) ; Joseph Auffret est mort en mer le 27 avril 1915 lors du naufrage du croiseur cuirassé Léon Gambetta ; Joseph Le Liboux  est mort de maladie et Jean Grandvalet des suites de ses blessures, tous les deux en 1916 à Salonique (Grèce), Joseph Guillemot a été tué à l'ennemi en 1917 dans l'actuelle Macédoine du Nord et Joseph Christien est mort de maladie en 1918 en Serbie, tous les quatre membres de l'Armée française d'Orient ; la plupart des autres sont morts sur le sol français.

#### Le costume au début duXXesiècle
Le costume porté à Lignol au début du XXe siècle était celui du Pays Pourlet. Il a été décrit en 1906 par Jérôme Buléon.

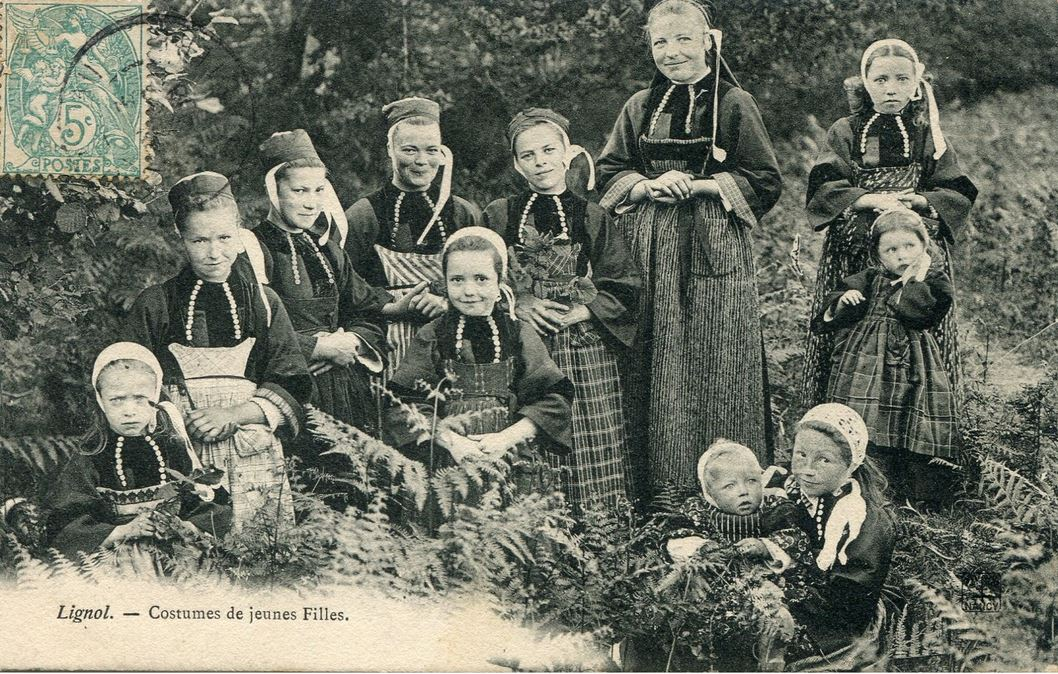
Jeunes filles de Lignol portant le costume du Pays Pourlet.
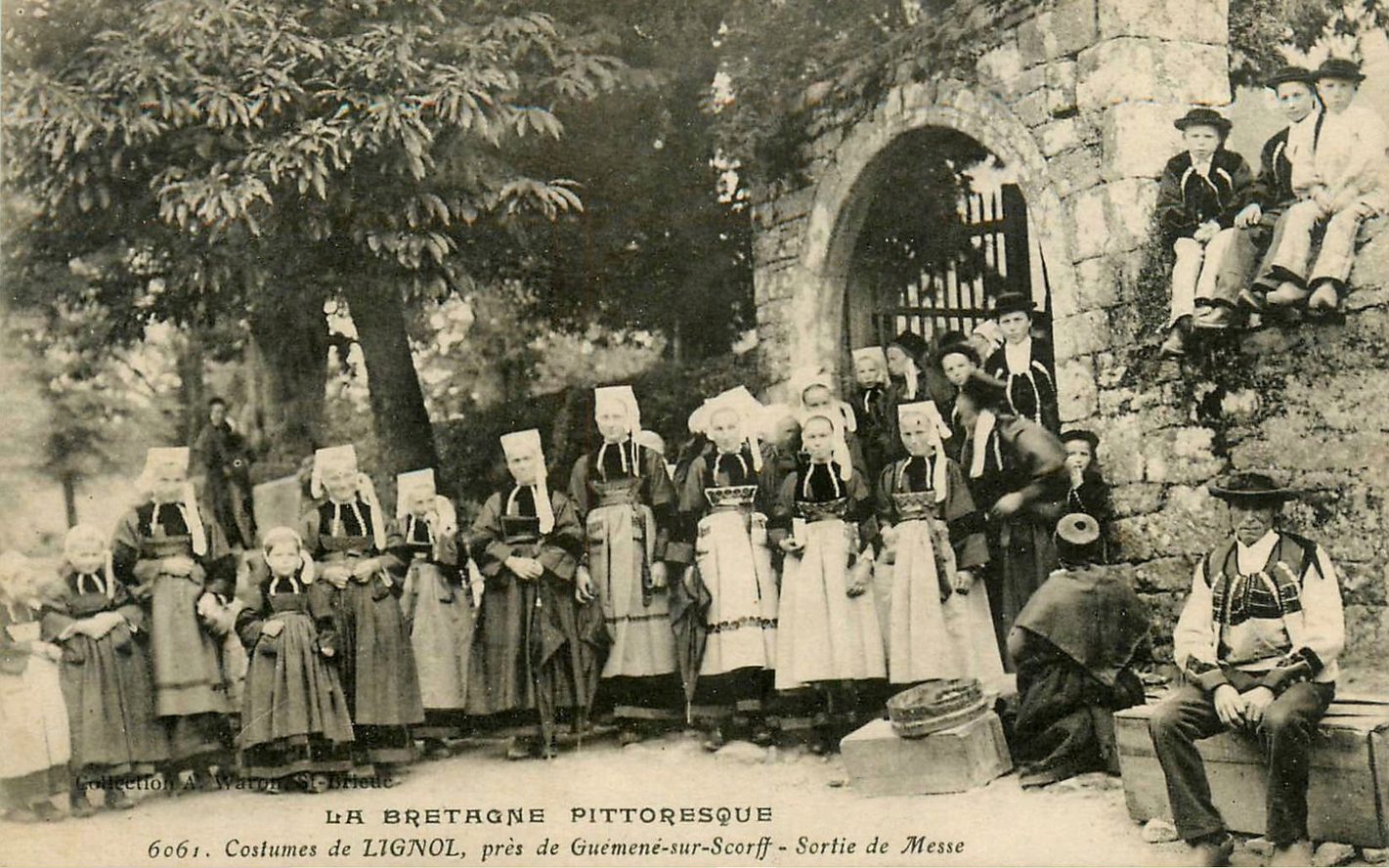
Hommes et femmes de Lignol portant le costume du Pays Pourlet à la sortie de la messe.

#### L'Entre-deux-guerres
Entre 1906 et 1939 Lignol disposa d'une halte ferroviaire sur la ligne à voie métrique des Chemins de fer du Morbihan allant de Guémené-sur-Scorff à Meslan. Cette halte était située à environ 700 mètres au sud-est du bourg de Lignol (quartier actuel de "La Gare").
Le 31 mai 1925 est inauguré le monument aux morts en présence de nombreux habitants, d'élus locaux et du département. Il rend hommage aux 101 hommes de la commune disparus au cours de la Première Guerre mondiale. A l'issue de la cérémonie présidée par l'abbé Hervé, le maire, M.le Drogo, procède à l'appel des Héros. Julien Le Nouveau, aveugle de guerre et décoré de la Légion d'honneur, répond à chaque nom, mort pour la France ! En clôture de cérémonie, on effectue la bénédiction religieuse du monument devant lequel, les Pupilles de la Nation des écoles publiques, déposent en dernier hommage des gerbes de fleurs.

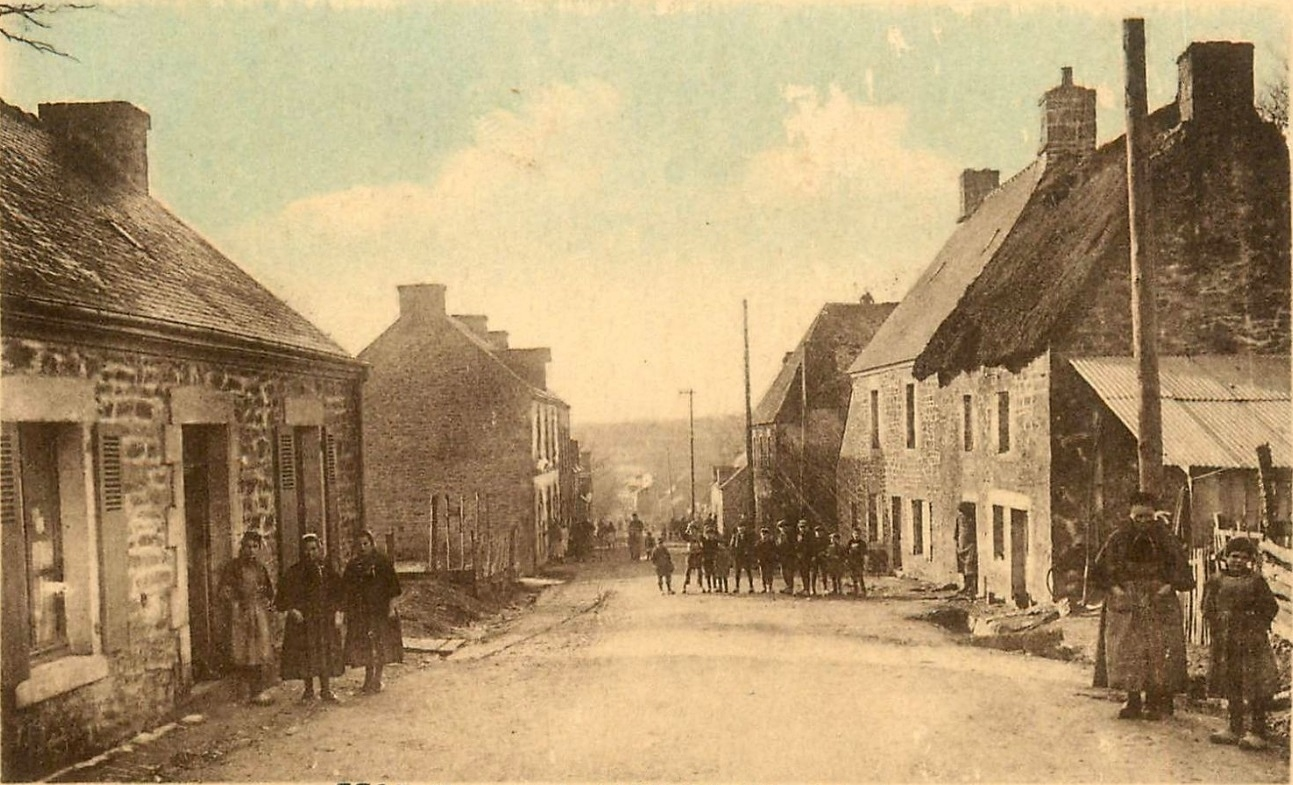
Lignol ː la rue principale vers 1925 (carte postale).
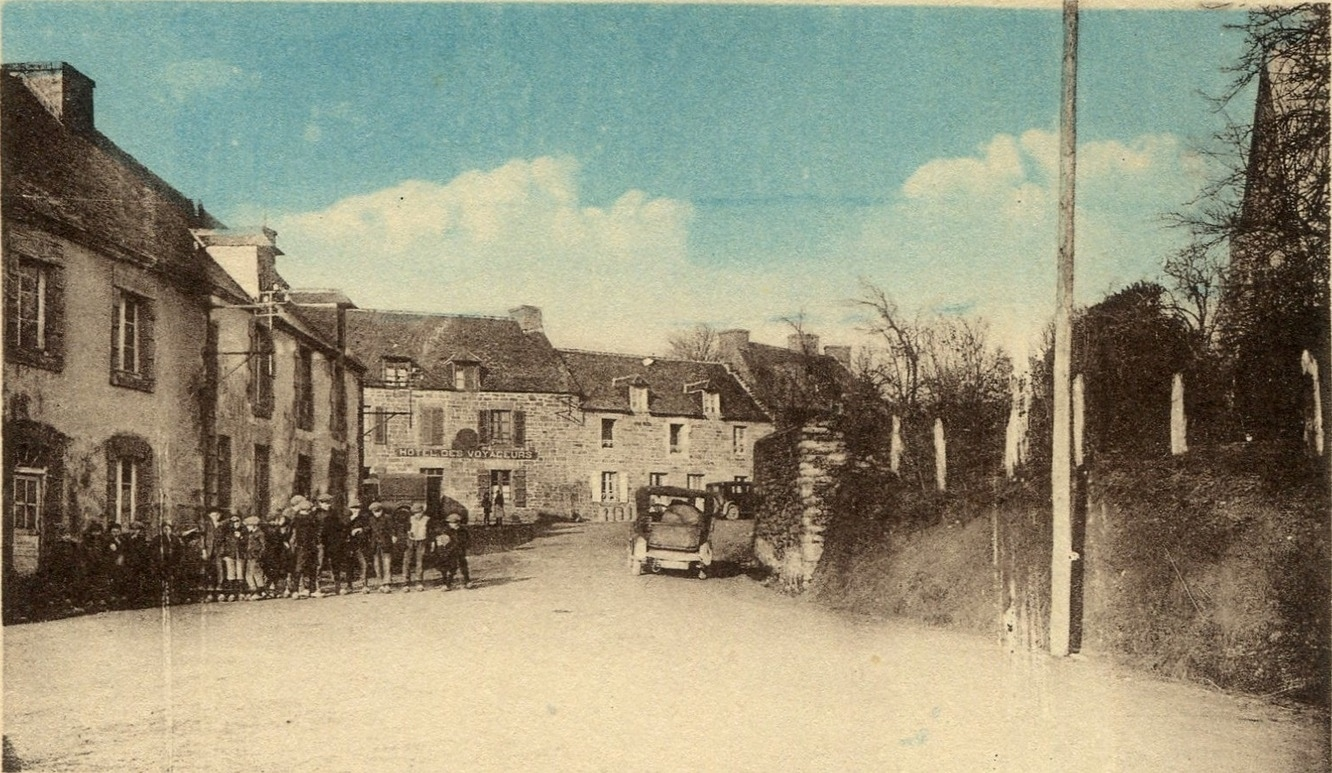
Lignol ː un coin du bourg vers 1925 (carte postale).

La translation du cimetière de Lignol, rendue nécessaire par l’exiguïté du cimetière jusque-là situé dans l'enclos paroissial est décidée en 1928.
Les incendies étaient fréquents et la liste ci-après est loin d'être exhaustive : déjà deux maisons avaient été détruites par le feu dans le village de Saint-Yves en novembre 1908 et en juillet 1915 un incendie avait détruit les cinq fermes du village de Treuz-er-Lann en Lignol ; deux fermes sont incendiées début septembre 1921 dans le village de Canquizerne ; un autre incendie survient dans la commune fin novembre 1924 ; un autre incendie survient dans le village de Penholer le 12 juin 1934 (les maisons sinistrées étaient couvertes en chaume) ; le journal La Dépêche de Brest et de l'Ouest relate « un nouvel incendie » survenu à Lignol en juillet 1937 et écrit le 5 août 1937 : « Pour la troisième fois en moins de 15 jours, un incendie met en émoi le bourg de Lignol » à l'occasion de l'incendie d'une scierie.

#### La Seconde Guerre mondiale
En février 1941 le conseil municipal de Lignol vote cet hommage au maréchal Pétain, chef de l'État français : « Au vainqueur de Verdun, le conseil municipal de Lignol adresse son respectueux hommage, le prie de croire, au nom de la population tout entière, à son dévouement le plus complet, pour l'œuvre de redressement national, dont il assume la lourde responsabilité ».
Le monument aux morts de Lignol porte les noms de 23 personnes mortes pour la France pendant la Seconde Guerre mondiale ; parmi elles Joseph Leliboux, soldat tué en Belgique et François Pinard dans l'Aisne, tous les deux au printemps 1940 lors de la Bataille de France ; Henri Le Marre, quartier-maître dans l'aéronavale du Régime de Vichy est mort en combat aérien contre des avions de la Royal Air Force le 21 juin 1941 en Syrie ; Joseph Boursicot est mort de maladie le 6 août 1942 au Viet-Nam ; Joseph Le Nouveau est mort des suites de ses blessures le 7 août 1943 à Ferryville (Tunisie) ; quatre résistants FFI : Antoine Dagorne, fusillé le 11 juillet 1944 à Saint-Jean-Brévelay (une plaque commémorative apposée sur un mur de la salle polyvalente de la commune honore sa mémoire) ; Ernest Valverde, tué à l'ennemi le 31 juillet 1944 à Ploërdut ; Alain Robic, fusillé le 14 août 1944 à Nant (Aveyron) et Rémy Croizer, déporté, mort le 2 mai 1945 au camp de concentration de Neuengamme ; deux prisonniers de guerre : François Le Parc et Roger Daniel morts en captivité en Allemagne en 1945.
La stèle commémorative de Kerduel, à la limite de Ploërdut, honore la mémoire de Joseph Le Ny (fusillé à cet endroit), de Rémy Croizer et d'Alexis Christien, morts en déportation et une autre stèle celle de Jean Dily, résistant fusillé le 27 juillet 1944 dans le village de Kerlautre.
Le journal L'Espoir du Morbihan évoque dans son édition du 3 juin 1945 un pillage du château de Pont-Callec (en Berné) lors de la débâcle allemande qui aurait été effectué par des habitants de Lignol, mais il s'agit de dénonciations anonymes.

## Politique et administration

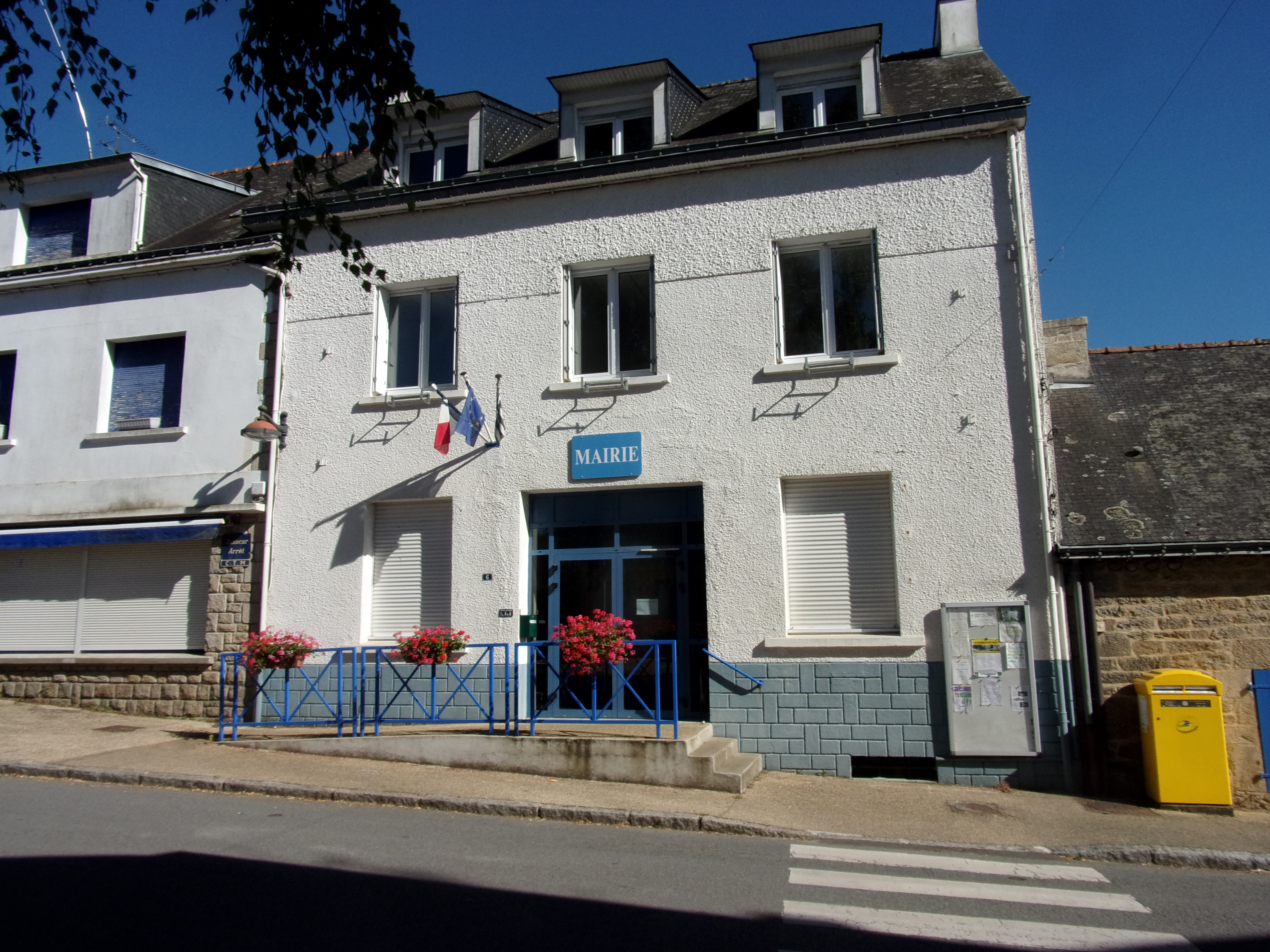
La mairie de Lignol.

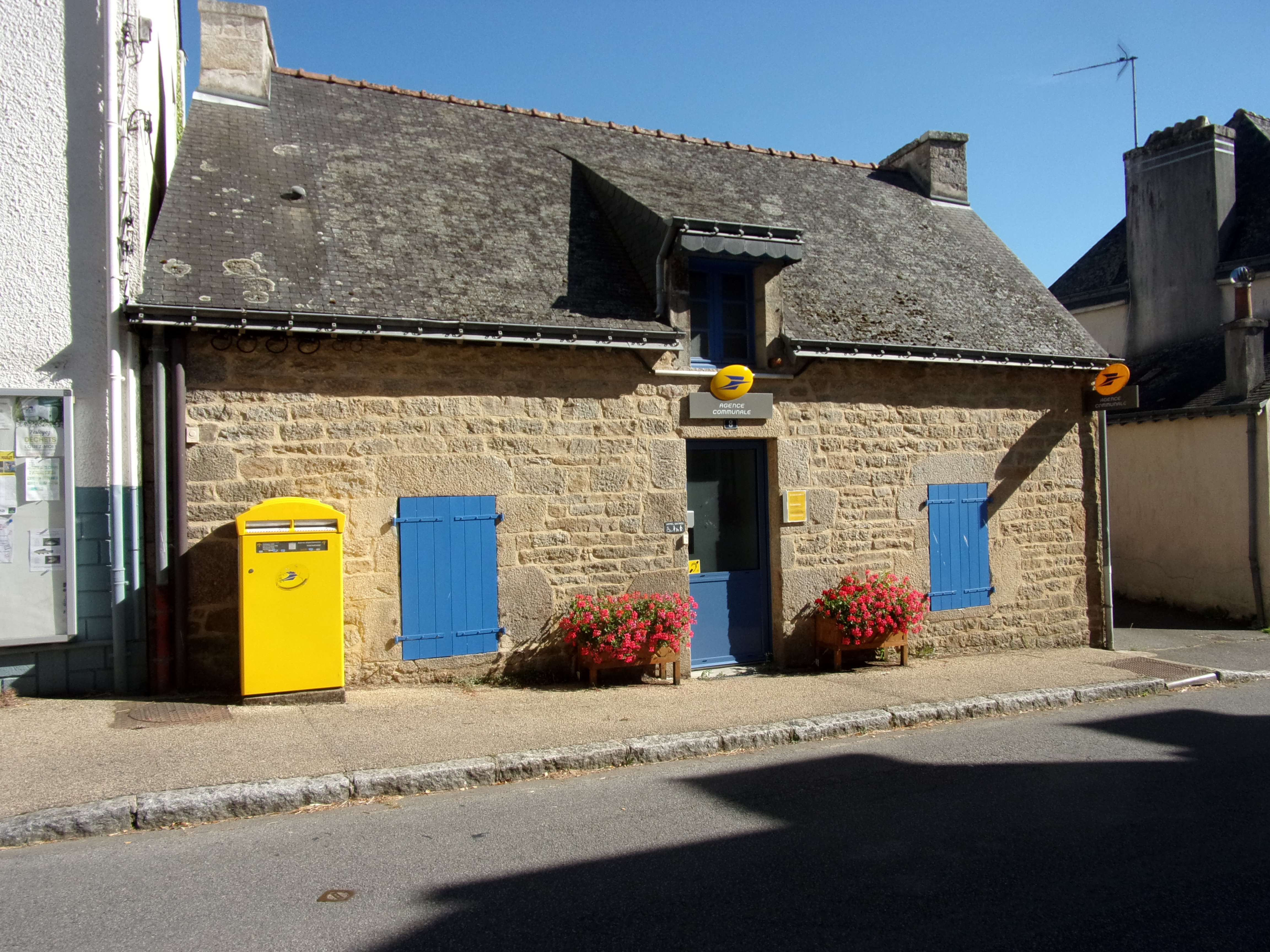
Le bureau de poste de Lignol.

| Période                                  | Période                | Identité                     | Étiquette | Qualité |
| ---------------------------------------- | ---------------------- | ---------------------------- | --------- | --- |
| 1789                                     | 1791                   | François Le Floc'h           |           | Cultivateur. Frère de Corentin Le Floc'h. |
| 1791                                     | 1794                   | Corentin Le Floc'h           |           | Député. Assassiné en 1794. |
| 1794                                     | 1798                   | Vincent Robino               |           | Officier public. |
| 1798                                     | 1813                   | François Pochat              |           | Cultivateur. |
| 1813                                     | 1817                   | François Le Floc'h           |           | Déjà maire entre 1789 et 1791. |
| 1817                                     | 1826                   | Joseph Carreric              |           | Laboureur. |
| 1826                                     | 1832                   | Alexandre Du Bot de Talhouët |           | Comte. Émigré. Colonel dans l'armée des princes en 1792. |
| 1832                                     | 1842                   | Nicolas Guillaume            |           | Propriétaire. |
| 1842                                     | 1852                   | Pierre Marie Le Fur          |           | Laboureur à Guergrom. |
| 1852                                     | 1857                   | Pierre Marie Guégan          |           | Maître menuisier. |
| 1857                                     | 1878                   | Guillaume Le Lorrec          |           | |
| 1878                                     | après 1907             | Pierre Marie Le Fur          |           | Fils de Pierre Marie Le Fur, maire entre 1842 et 1852. Cultivateur. Président du Conseil d'arrondissement de Pontivy. Chevalier de la Légion d'honneur (décret du 18 mai 1883). |
| avant 1925                               | 1932                   | Mathurin Le Drogo            |           | Démissionne en 1932. |
| 1932                                     |                        | Rio                          |           | |
|                                          |                        |                              |           | |
| ?                                        | mars 1959              | A. Le Vaillant               |           | |
| mars 1959                                | septembre 1978 (décès) | Marc Le Vaillant             |           | Administrateur. |
| octobre 1978                             | mars 1989              | Méven Penvern                | PS        | Boulanger. |
| mars 1989                                | mars 2001              | Robert de Blois              | DVD       | Colonel. Chevalier de la Légion d'honneur. |
| mars 2001                                | mars 2008              | Claude Le Vély               | PS        | Principal de collège retraité. |
| mars 2008                                | 3 juillet 2020         | André Jaffré                 |           | Agriculteur retraité. |
| 3 juillet 2020                           | En cours               | Carole Le Yaouanq            |           | |
| Les données manquantes sont à compléter. |                        |                              |           | |

## Démographie
L'évolution du nombre d'habitants est connue à travers les recensements de la population effectués dans la commune depuis 1793. Pour les communes de moins de 10 000 habitants, une enquête de recensement portant sur toute la population est réalisée tous les cinq ans, les populations de référence des années intermédiaires étant quant à elles estimées par interpolation ou extrapolation. Pour la commune, le premier recensement exhaustif entrant dans le cadre du nouveau dispositif a été réalisé en 2007.

En 2022, la commune comptait 855 habitants, en évolution de −1,61 % par rapport à 2016 (Morbihan : +3,82 %, France hors Mayotte : +2,11 %).
| 1793  | 1800  | 1806  | 1821  | 1831  | 1836  | 1841  | 1846  | 1851  |
| ----- | ----- | ----- | ----- | ----- | ----- | ----- | ----- | ----- |
| 1 911 | 1 914 | 1 395 | 1 715 | 1 780 | 1 734 | 1 722 | 2 029 | 1 925 |

| 1856  | 1861  | 1866  | 1872  | 1876  | 1881  | 1886  | 1891  | 1896  |
| ----- | ----- | ----- | ----- | ----- | ----- | ----- | ----- | ----- |
| 1 779 | 1 844 | 1 876 | 1 661 | 1 778 | 1 928 | 1 880 | 1 809 | 1 802 |

| 1901  | 1906  | 1911  | 1921  | 1926  | 1931  | 1936  | 1946  | 1954  |
| ----- | ----- | ----- | ----- | ----- | ----- | ----- | ----- | ----- |
| 1 785 | 1 896 | 2 029 | 2 008 | 1 985 | 1 931 | 1 832 | 1 887 | 1 593 |

| 1962  | 1968  | 1975  | 1982  | 1990 | 1999 | 2006 | 2007 | 2012 |
| ----- | ----- | ----- | ----- | ---- | ---- | ---- | ---- | ---- |
| 1 512 | 1 370 | 1 203 | 1 042 | 906  | 859  | 887  | 892  | 910  |

| 2017 | 2022 | - | - | - | - | - | - | - |
| ---- | ---- | - | - | - | - | - | - | - |
| 853  | 855  | - | - | - | - | - | - | - |

## Économie
- Un abattoir de canards gras élevés en Bretagne employait une cinquantaine de salariés (entreprise RBI puis Euralis) jusqu’à sa fermeture en 2012[61].

Voir Économie à Roi Morvan Communauté

## Culture locale et patrimoine

### Lieux et monuments

#### Église Saint-Pierre-et-Saint-Paul
Elle fut édifiée au XVe siècle mais a subi de nombreux remaniements au fil des siècles.

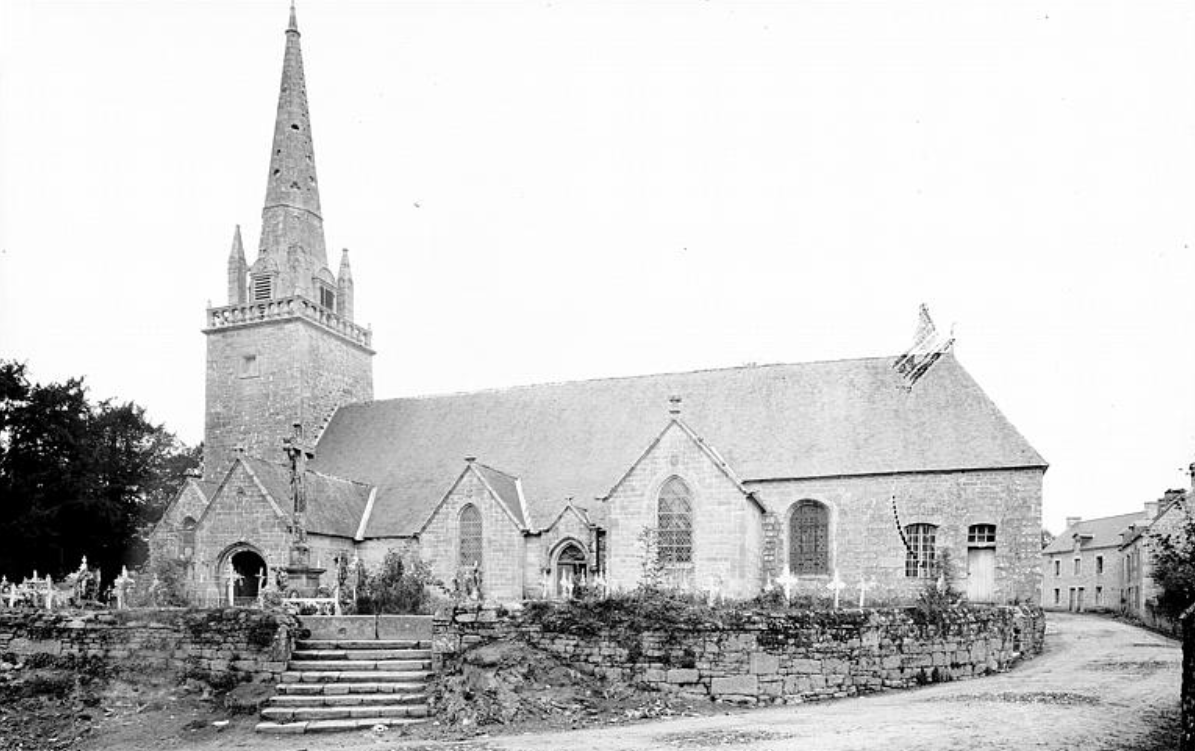
L'église paroissiale avant le transfert du cimetière en 1922.
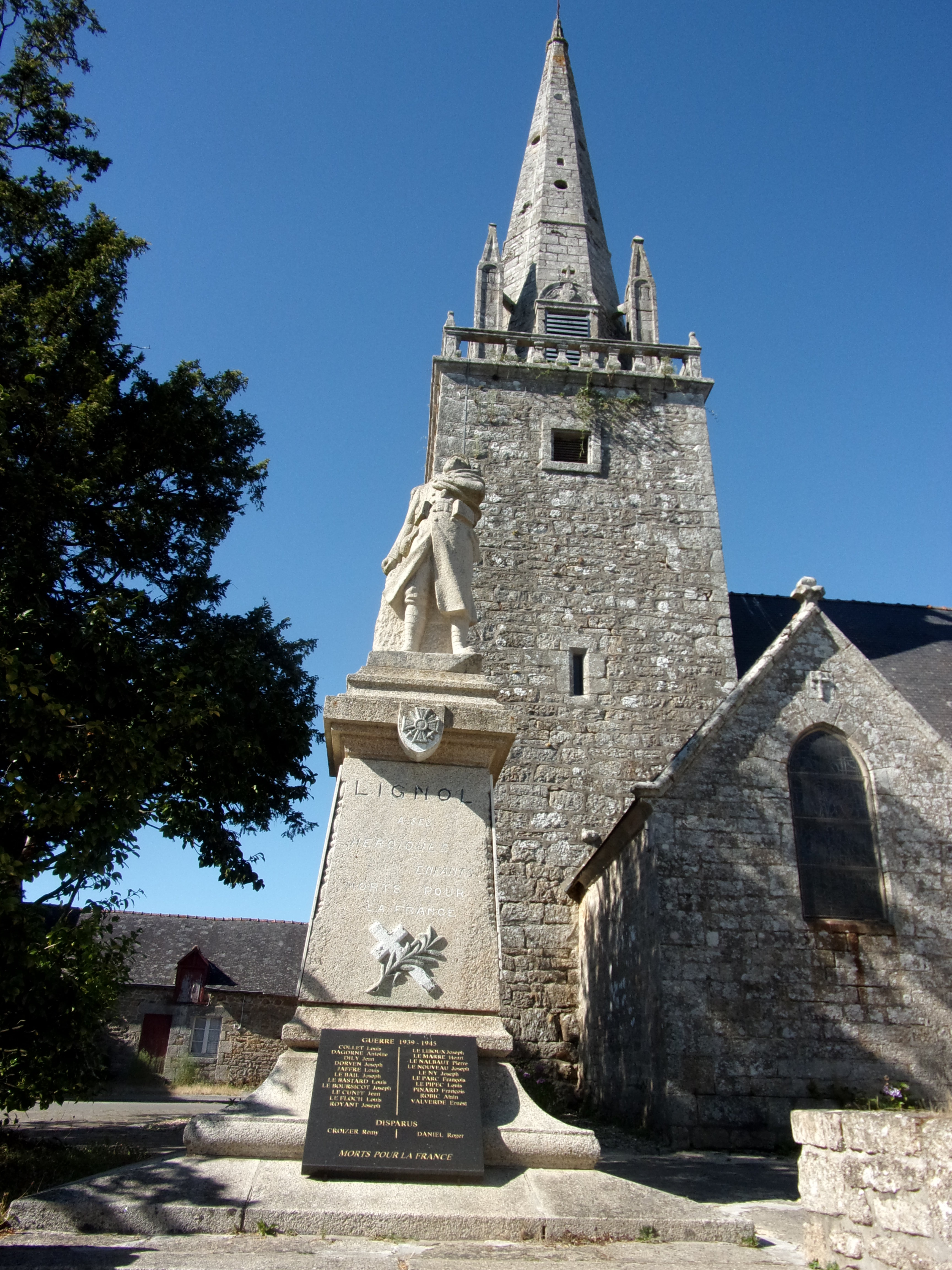
Le monument aux morts et le clocher de l'église.

#### Chapelle Saint-Yves
La chapelle Saint-Yves de Lignol est construite au XVIe siècle. Elle possède un clocher ouvragé remarquable. Posé sur une tour carrée, il est entouré d'une balustrade ajourée. La chambre des cloches, quant à elle, est surmontée de piliers aux têtes de dragons et d'une flèche hexagonale ornée de crochets.

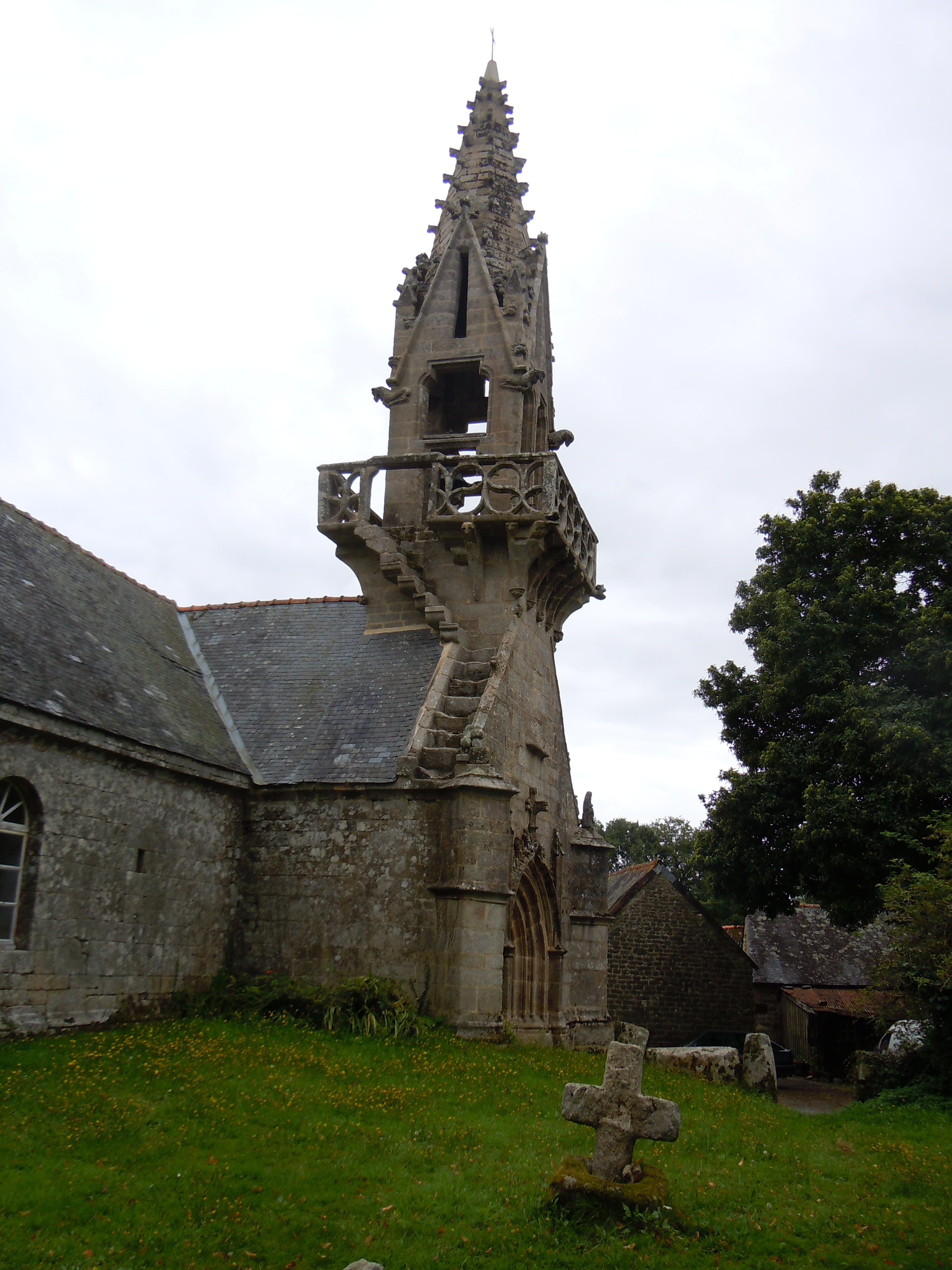
L'imposant clocher de la chapelle Saint-Yves.
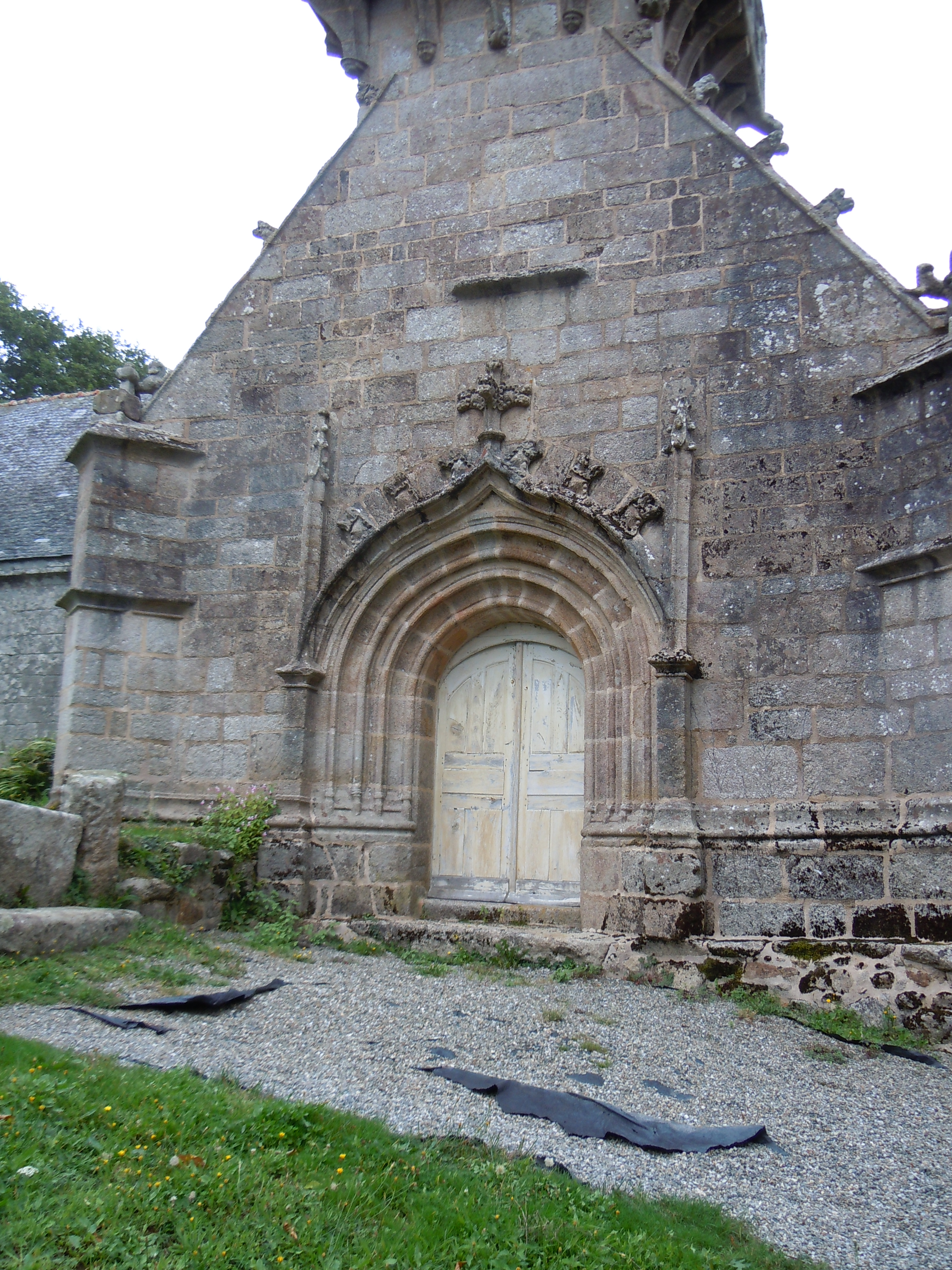
Le portail flamboyant.
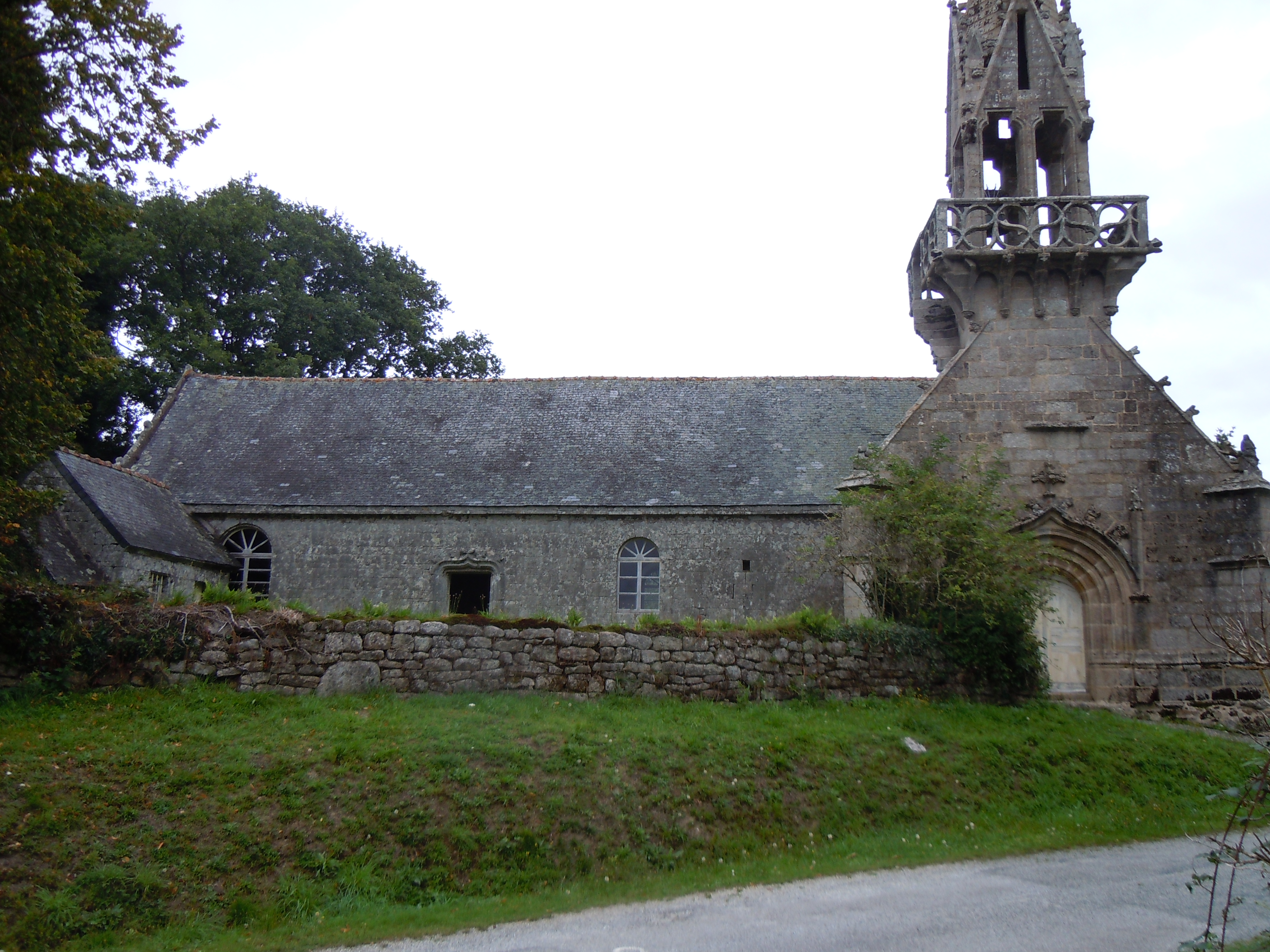
Le pignon ouest de la chapelle Saint-Yves.
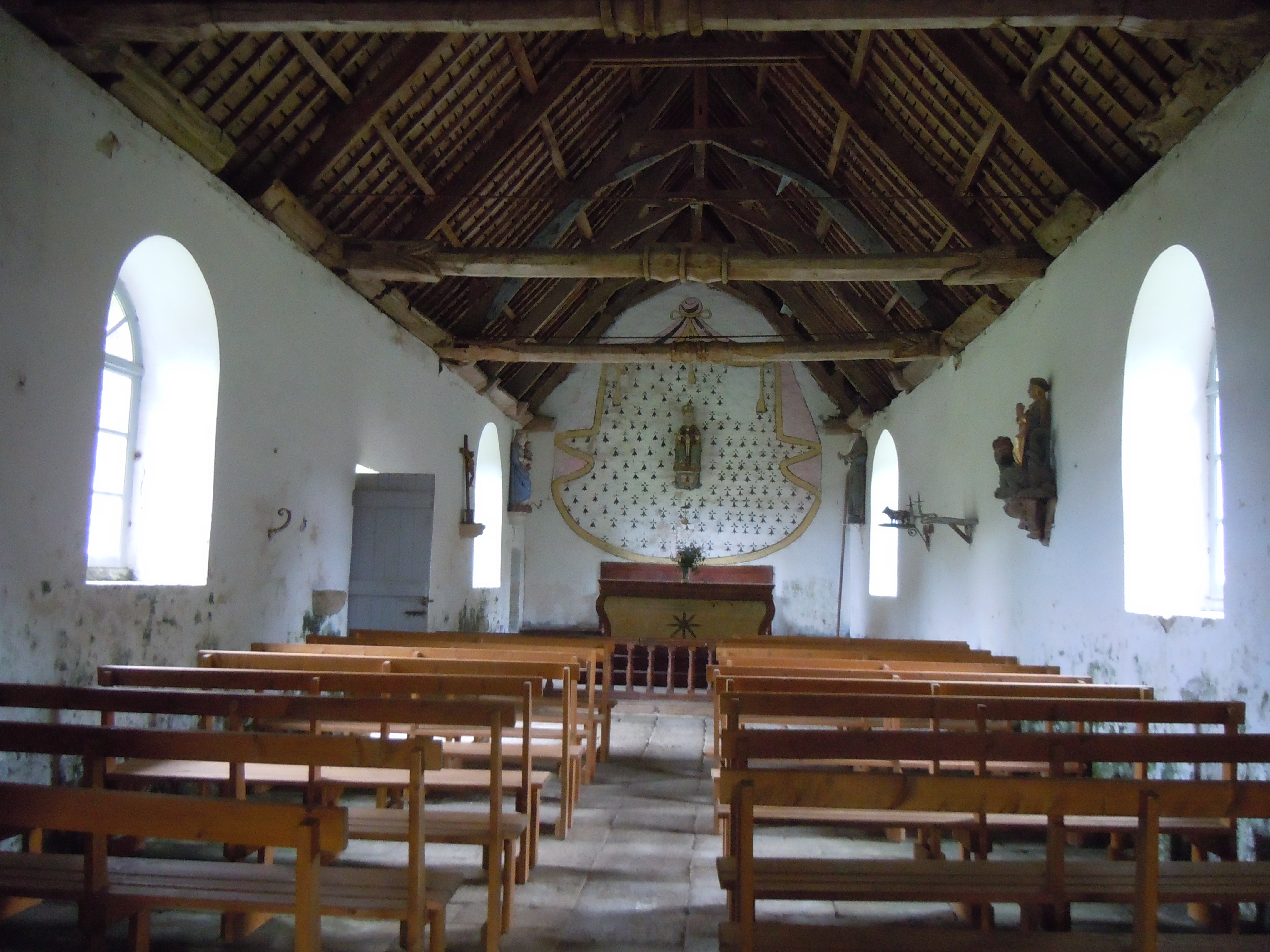
Vue d'ensemble de l'intérieur de la chapelle.

#### Chapelle Saint-Hervezen
En forme de vaisseau rectangulaire, la chapelle est coiffée d'un petit campanile surmonté d'une croix. Tout près se trouvent deux fontaines et un lavoir. Le saint patron des lieux demeure énigmatique.

#### Chapelle Saint Mélan
La chapelle Saint Mélan est aussi dénommée chapelle Saint-Melaine ; elle daterait du XVIe siècle ; la porte de son flanc sud est surmontée d'un arc brisé et est ornée d'une accolade ; la fenêtre est aussi en arc brisé ; un écu martelé est visible au-dessus de la porte principale. Elle possède une statue représentant saint Mélan. Son pardon a lieu le dernier dimanche de septembre.

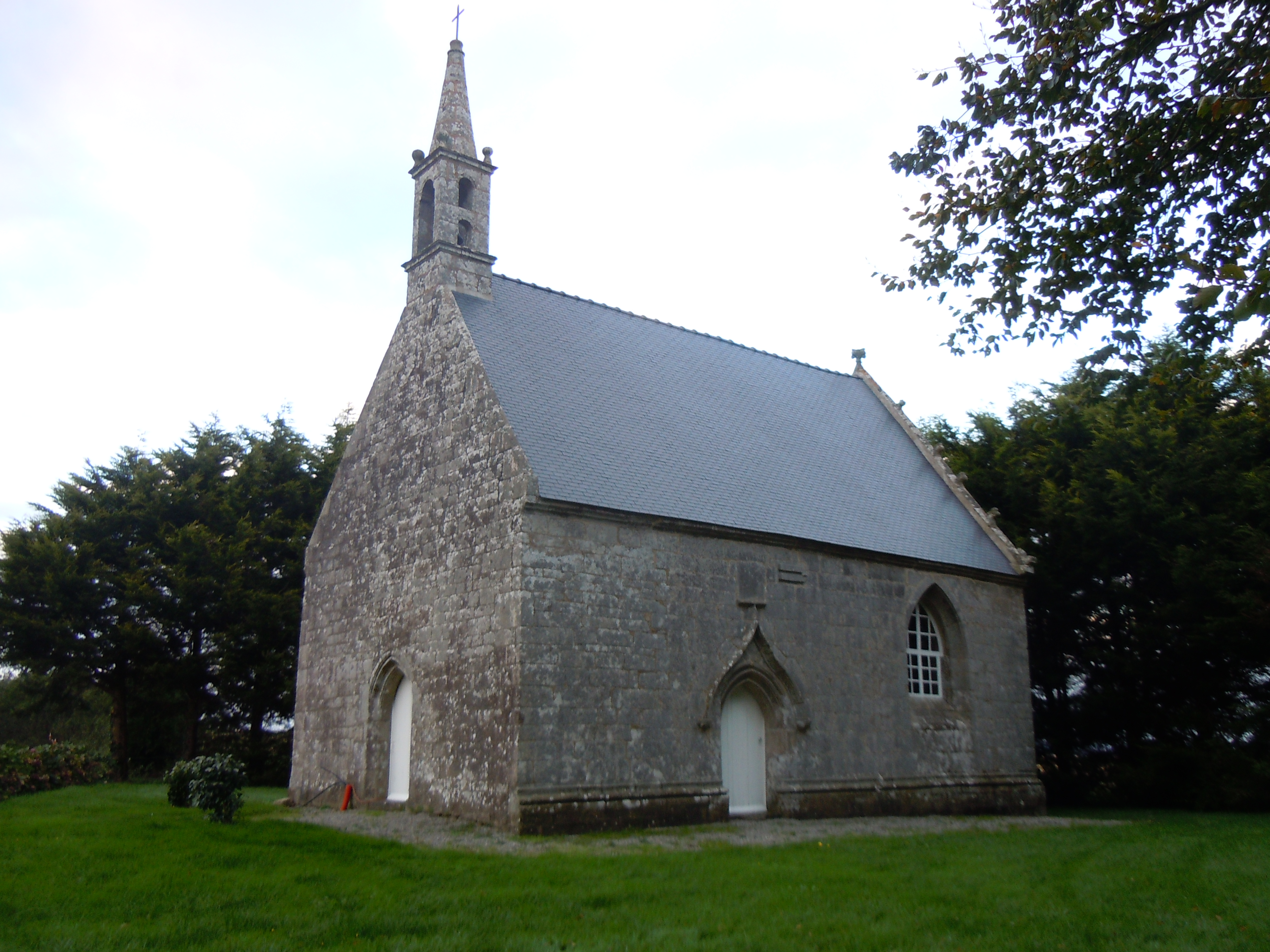
La chapelle Saint-Melan : vue extérieure d'ensemble.

#### Château du Coscro

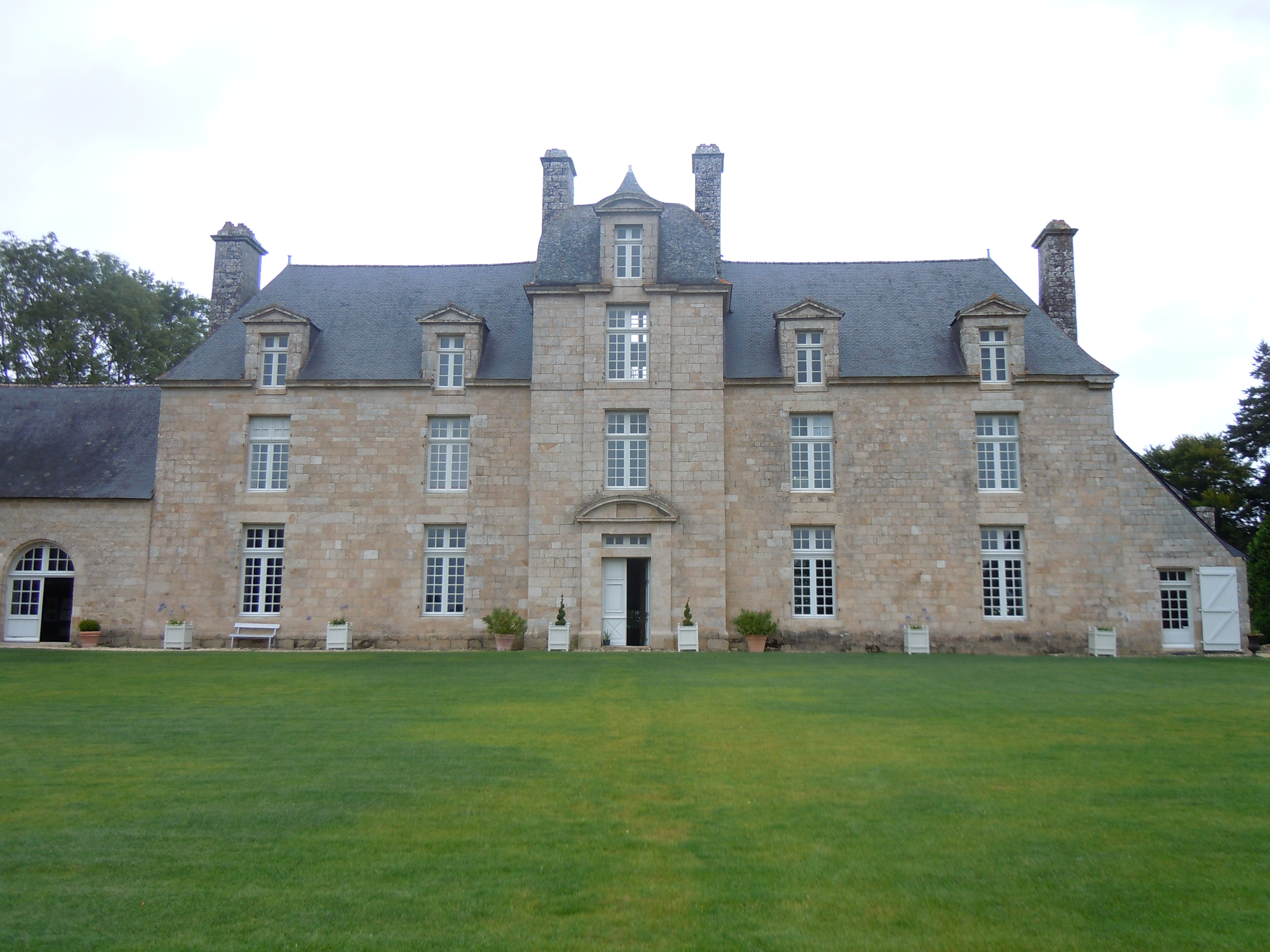
Façade du château du Coscro.

Le château du Coscro est l'œuvre d'une famille de parlementaires bretons (première moitié du XVIIe siècle), les Lantivy.
L’architecture est due aux premiers travaux engagés par Louis de Lantivy, conseiller au parlement de Bretagne en 1625.
Il est caractéristique de par la régularité et la symétrie de son plan et de ses élévations, son décor de boiseries et l'escalier permettent de le dater des années 1660-1680.
Les dépendances de la cour et du jardin datent de la même époque, et le jardin lui-même semble contemporain du château.
Le jardin, à l'ensemble très ordonnancé reprend le dispositif : basse cour au nord, cour d'honneur, jardin de l'orangerie, verger, terrasse et grand jardin au sud le tout entouré de bois.
L'ensemble répond, ainsi que l'étude archéologique l'a révélé, au souci de mise en symétrie et de perspectives à partir d'un axe central et des allées d'accès qui mettaient en scène l'environnement bocager.
Propriété d'une personne privée, il est inscrit aux Monuments historiques, par arrêtés du 29 mars 1972 (escalier intérieur du château) et du 22 octobre 1997 (verger, cour d'honneur, potager, terrasse et grand jardin, grande allée, bois de haute futaie et fontaine).

#### Manoir de Kerouallan
Le manoir de Kerouallan fut acquis en 1478 par Philippe Dando, qui en prit le nom et le transmit à ses descendants, parfois par les femmes : Mur, Kervellec, Forsanz, Boutouillic de Kergonan, Kerret. En 1974, le manoir est vendu par la comtesse de Kerouallan à M. Moreau qui le cède ensuite à Jean Pierre Le Corre. Cette belle demeure (tour ronde en poivrière à l'avant, tour carrée à l'arrière, armoiries martelées sur une lucarne, puits en granite), est malheureusement laissée à l'abandon. Le manoir est inscrit à l'inventaire général du patrimoine culturel.

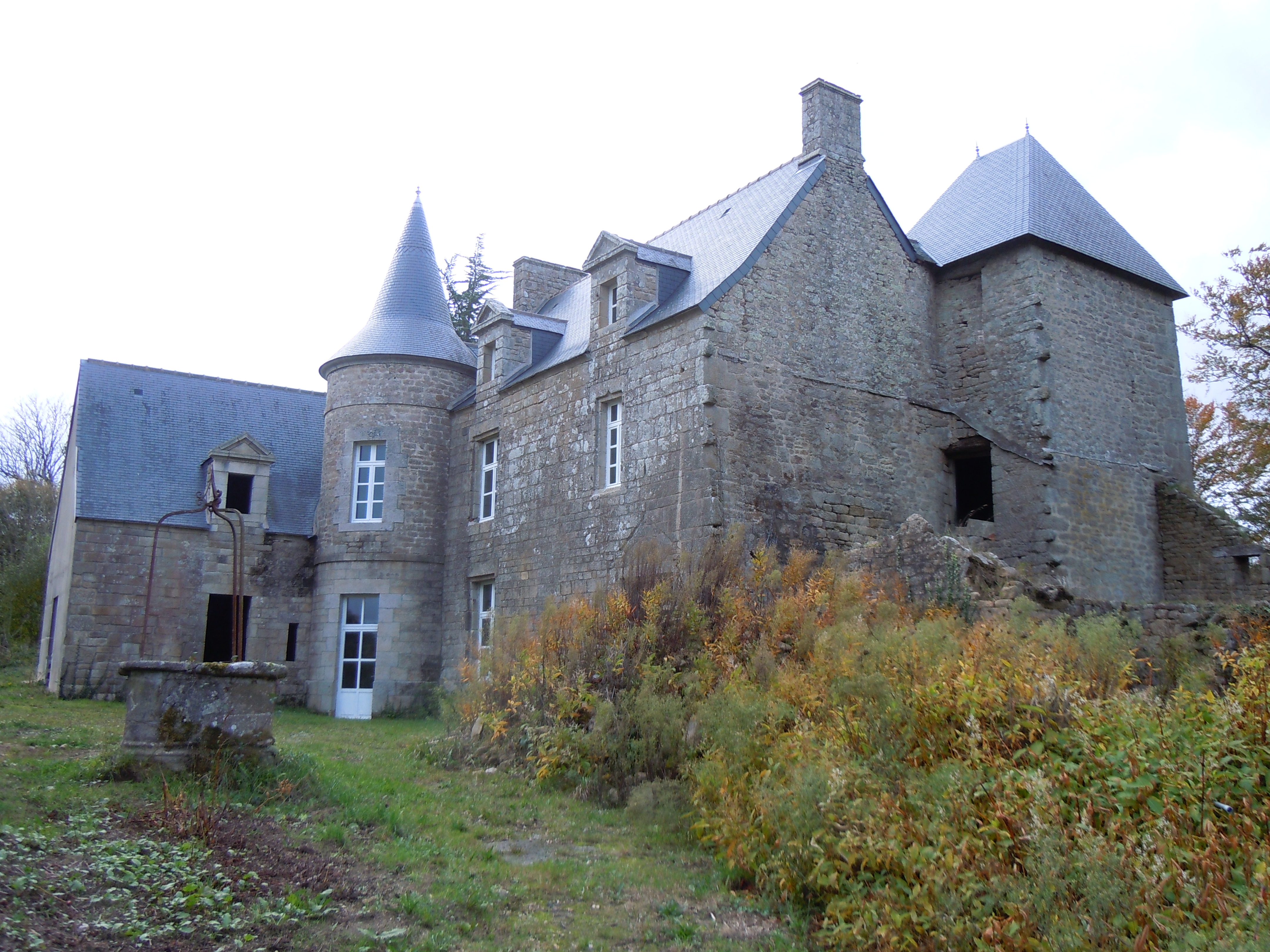
Le manoir de Kerouallan.

#### Manoir de Kerduel
Le manoir de Kerduel avait jadis son manoir et son moulin à eau appartenant, en 1437, à Jean de Courhin, puis à ses descendants, jusqu'au milieu du XVIe siècle. Par mariage, il passe à Louis d'Outreville en 1589 puis à un neveu, Jean du Perenno, à nouveau par alliance à Pierre Le Vicomte en 1689. Plus près de nous le manoir appartient à la famille Guyomard, et est est transformé en exploitation agricole. Depuis 1989, il appartient à François Adda, qui a entrepris sa restauration. Le manoir date de 1444, avec quelques modifications au XVIe siècle. La façade possède deux fenêtres à meneaux et à l'arrière s'élève une tour cylindrique contenant un bel escalier en pierre. Le manoir a conservé son entrée avec porte cochère et porte piétonne.

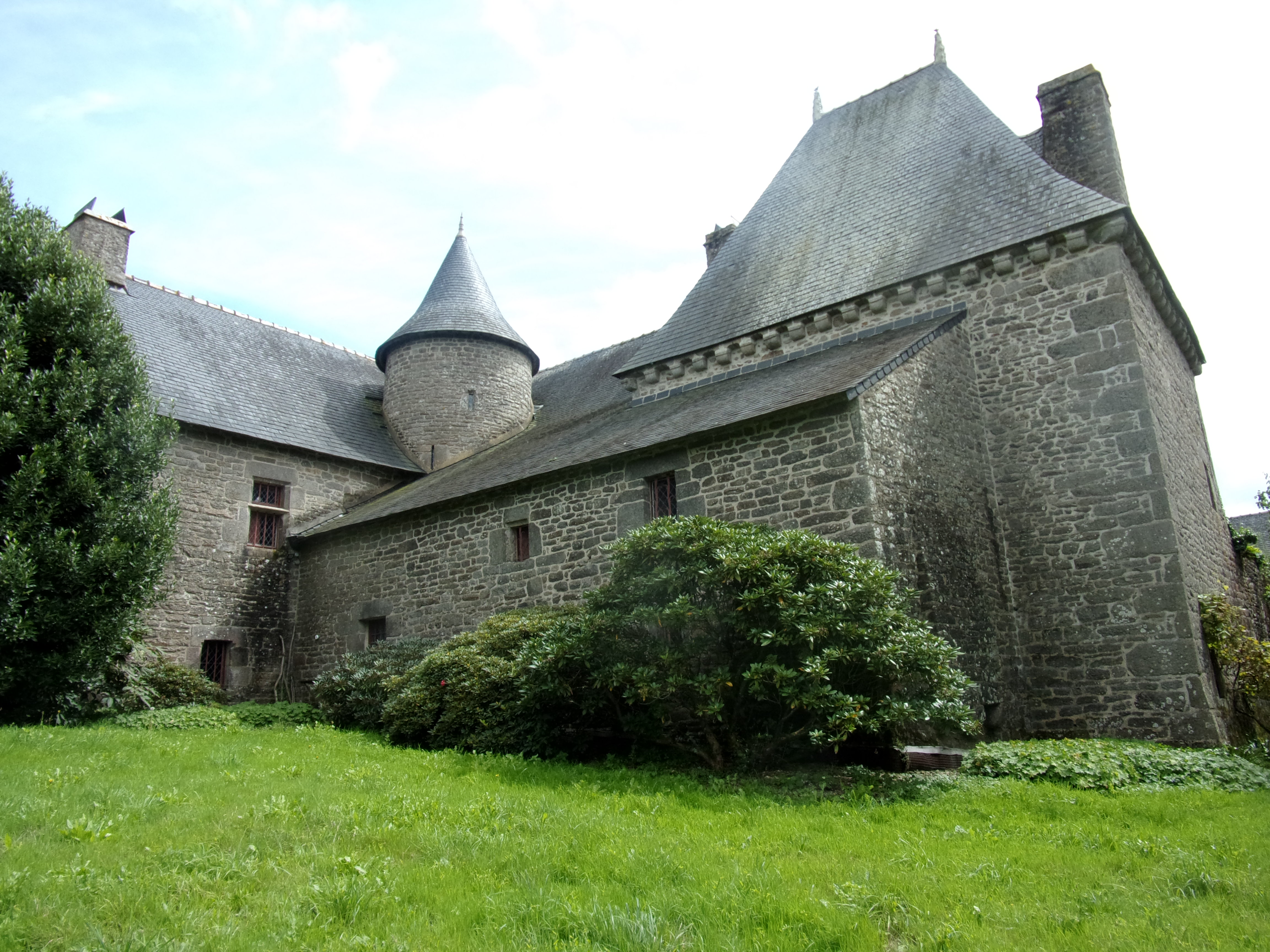
Façade arrière du manoir de Kerduel.
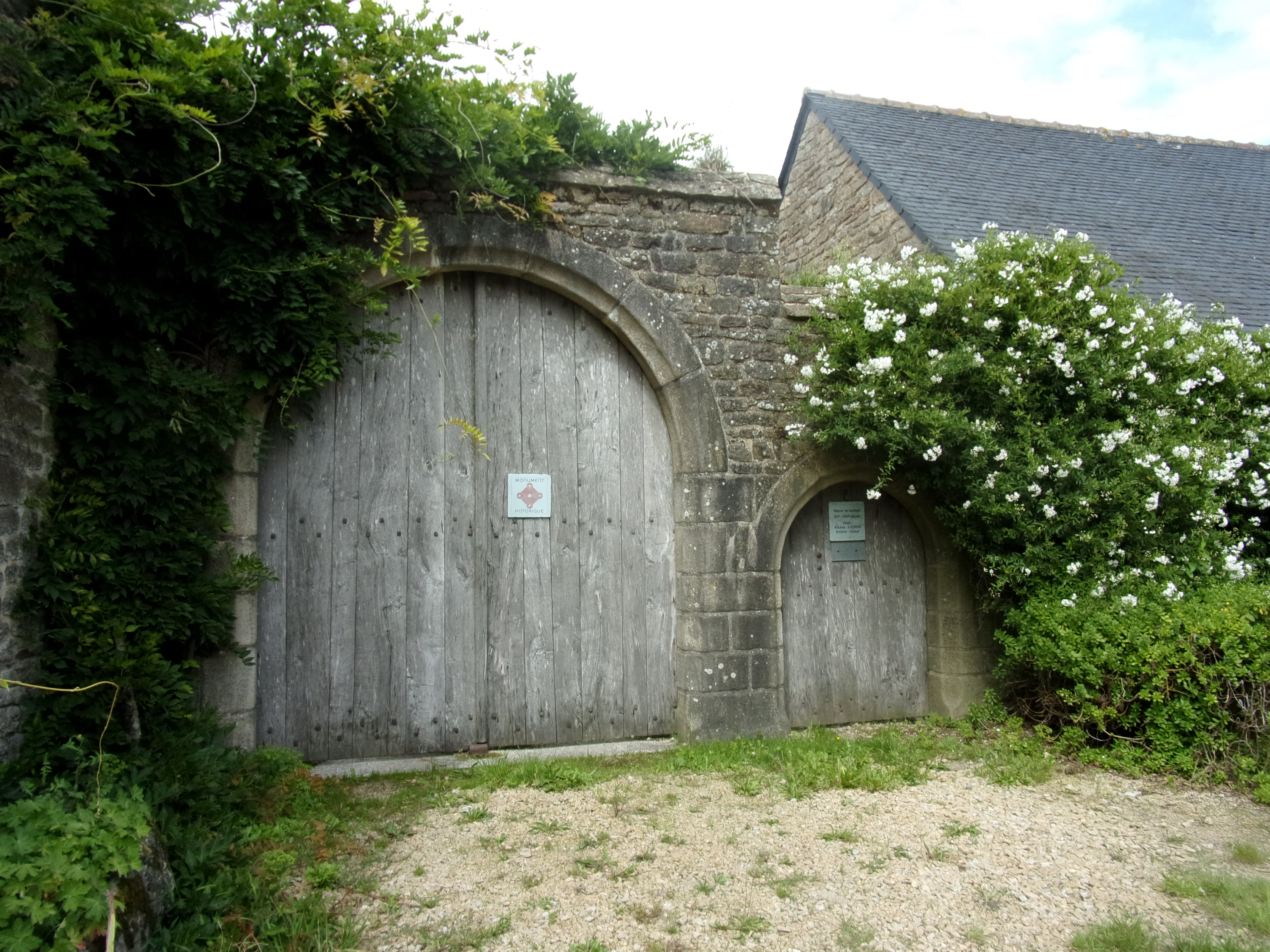
L'entrée du manoir constituée d'une porte cochère et d'une porte piétonne.

#### Manoir de Guergrom
Le manoir de Guergrom date des XVe et XVIe siècles, il est inscrit à l'inventaire général du patrimoine culturel en 1967.

#### Manoir du Pou
Le manoir du Pou était jadis le siège d'une seigneurie appartenant aux Guémené, aux Tuault (1578), aux Gouezel, aux Barisy, aux Louvart, le manoir avait sa chapelle privée. Il est construit au milieu du XVIIe siècle et est inscrit à l'inventaire général du patrimoine culturel.

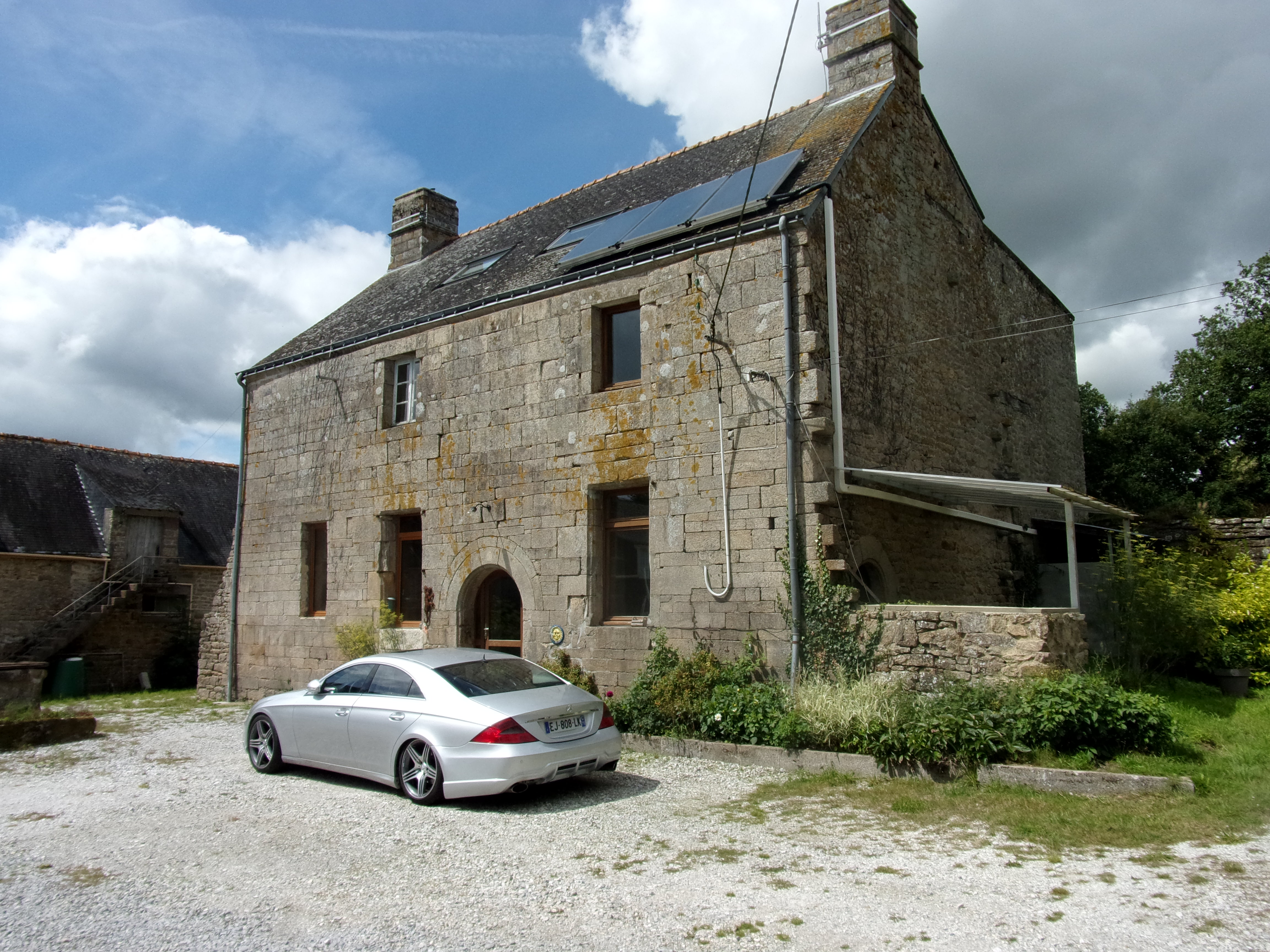
Façade du manoir du Pou.

#### Manoir de Restaloué
Le manoir de Restaloué date du XVIe siècle, il est inscrit à l'inventaire général du patrimoine culturel.

#### Autres monuments
Préhistoire
- le tumulus de Saint Heverzen (détruit)
- la stèle de Cravial datant de l'Âge du fer
- la croix du Pou : stèle de l'Âge du fer christianisée au XIXe siècle

À partir du XVe siècle
- le château de Cravial : Il date de 1905 mais il conserve des vestiges de l'édifice précédent qui datait du XVIe siècle
- la croix de Hinger
- la croix de Kerlussec : XVIIIe siècle

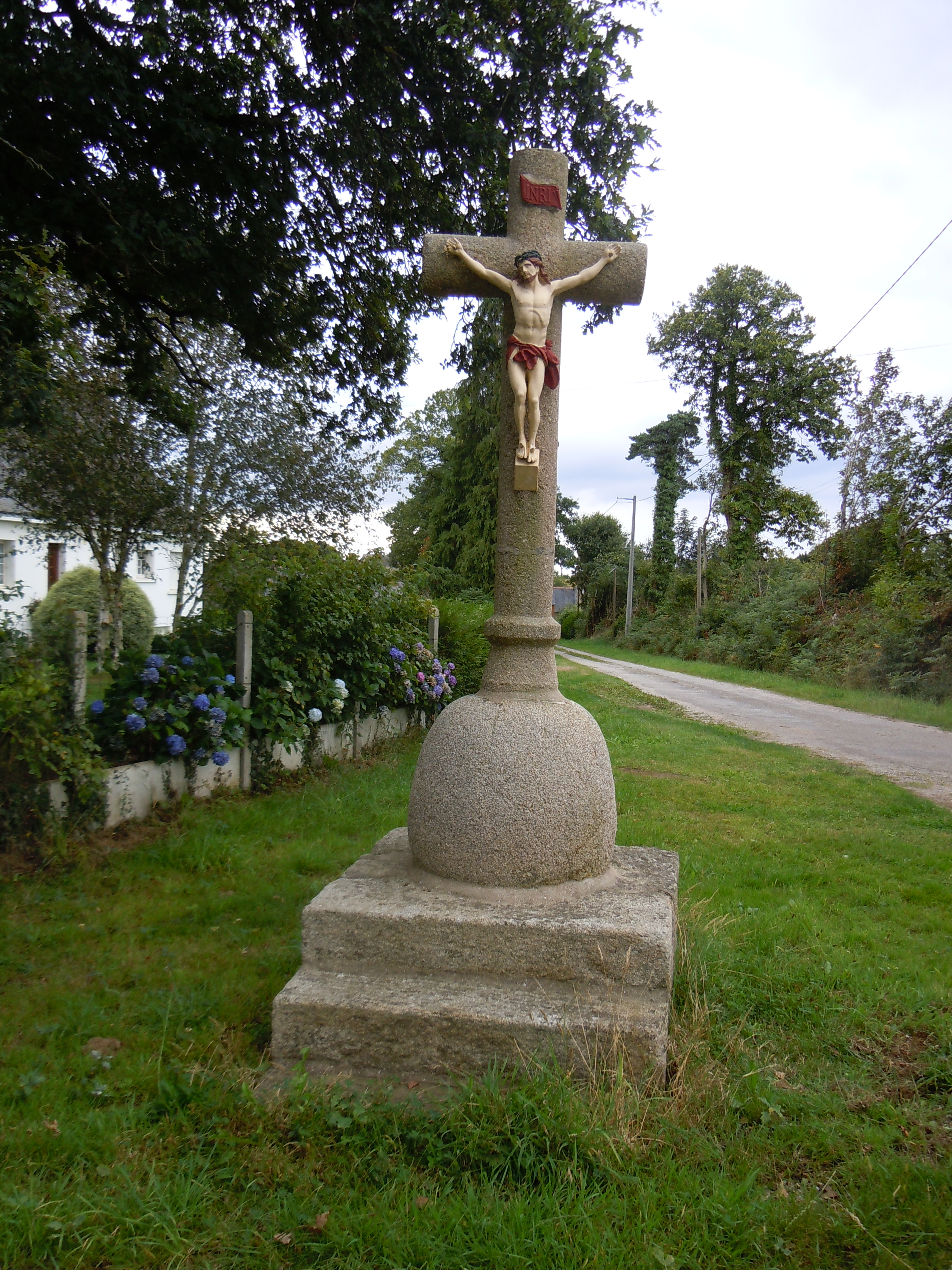
La croix du Pou.

### Personnalités liées à la commune
- Corentin Le Floc'h, député de la Constituante, abattu par les Chouans. L'homme, connu pour ses idées républicaines, est surtout resté célèbre pour s'être présenté aux états généraux, en 1789, en costume breton.
- Louis Le Bastard (Lignol, 1906 - Illwald, en Mussig, 1945), compagnon de la Libération, mort pour la France le 23 janvier 1945[69].
- Famille de Lantivy
- Jocko Besne (1994-2012), taureau qualifié de géniteur d'exception[70], est né dans l'élevage de Gildas Fertil à Lignol.

### Héraldique
| Blason de Lignol | Blason  | De gueules à une moucheture d'hermine d'or adextrée d'une clé d'argent et senestrée d'une épée haute du même ; au chef ondé d'argent chargé de trois quintefeuilles d'azur. |
| Blason de Lignol | Détails | Le statut officiel du blason reste à déterminer. |